# 县级市
县级市是中华人民共和国的县级行政区划单位，行政级別与“县”相同，亦是其中一种《中华人民共和国宪法》所指的“不设（市辖）区的市”，县级市没有地方立法权。理论上，除了由自治州、地区、盟管辖的县级市外，县级市应由省级行政区直接管辖。但实际上，现时各省、自治区的县级市除省直辖县级市（俗謂副地级市）外，通常由省级人民政府委托地级市代管。新疆维吾尔自治区直辖的县级市，与新疆生产建设兵团的师实行独有的“师市合一”行政体制，由兵团直接管理，行使行政职能。截至2023年4月，全国共设立397个县级市，其中316个由各省地级市代管。
尽管县级市行政地位上与市辖区、县、自治县等县级行政区平级，但县级市自主权较隶属于市的市辖区更大，由于设立县级市要满足人口、经济、基建等各种指标，县级市较一般的县相比城市化进程更快、基础设施较为完善，经济发展水平更为先进。

## 历史
1949年中华人民共和国成立后，各省划为若干专区，专区管辖的市称为“专辖市”，其行政地位与县相同。1970年专区改称地区，“专辖市”改称“地辖市”。“县级市”称谓则由“地辖市”改称而来。
县级市的历史始于1982年的地区体制改革。1982年12月，中共中央、国务院下发《关于省、市、自治区党政机关机构改革若干问题的通知》，提出“改革地区体制”；1983年起，实行地、市合并，市领导县的体制，把新兴工矿区或城镇改为市，各地纷纷开展“撤销县的建制，设立县级市”的试点。1986年，国务院批转民政部《关于调整设市标准和市领导县条件的报告》，首度为“撤县建市”设立量化标准，明确“总人口五十万以下的县，县人民政府驻地所在镇的非农业人口十万以上、常住人口中农业人口不超过40%、年国民生产总值三亿元以上，可以设市撤县。设市撤县后，原由县管辖的乡、镇由市管辖。” 1993年，国务院批转民政部《关于调整设市标准的报告》，从人口、经济、财政收入、公共基础设施等方面为县级市的设立提供了更为细致的指标要求。至此，县级市设立正式进入井喷期。截至1998年底，全国县级市数量达437个，其中近350个为“县改市”而来。
由于各地盲目跟风“撤县建市”引发的负面效应。1997年3月，国务院在批准海南东方、湖北汉川设立县级市后，正式冻结“撤县设市”审批，此后，因部分县级市升格为地级市或改为市辖区，全国县级市数量开始呈现逐步减少状态。直至2010年9月，国务院批准云南省撤销蒙自县，设立县级蒙自市，开始恢复零星的“撤县建市”审批，且多为出于加快少数民族或边境地区发展需要。
2013年，中共十八届三中全会通过的《中共中央关于全面深化改革若干重大问题的决定》明确提出“完善设市标准，严格审批程序，对具备行政区划调整条件的县可有序改市”。2016年，国务院发布的《关于深入推进新型城镇化建设的若干意见》明确“加快培育中小城市和特色小城镇，将具备条件的县和特大镇有序设置为市”。在政策支持下，2017年4月，国务院解冻“撤县设市”审批，河北平泉等六县获批设立县级市，2018年，在各地积极申报下，全国有12县获批“县改市”。

## 县级市与“不设区的市”的区别
法律上所称之“不设区的市”，也包括几个不设区的地级市，这些市的人大代表属于直接选举，但在行政区划列表上属于地级市。
目前这类地级市有4个：广东省的东莞市、中山市、海南省的儋州市和甘肃省的嘉峪关市。

## 分类
县级市为省、自治区所设地方行政单位，一般可分为：
- 省直辖县级市，无地级市代管，由省级行政区直接管辖，如海南省；一些原由地级市代管的县级市，由于经济突出等原因赋予地级市的权限，由省级行政区直接管辖，是名义上的副地级市，如河南省原由焦作市代管的济源市。目前，全国共有4个省（自治区）有設置省直辖县级市：
  - 河南省：济源市
  - 湖北省：仙桃市、潜江市、天门市
  - 海南省：五指山市、琼海市、文昌市、万宁市、东方市
  - 新疆维吾尔自治区（兵团师市合一）：石河子市、阿拉尔市、图木舒克市、五家渠市、北屯市、铁门关市、双河市、可克达拉市、昆玉市、胡杨河市、新星市、白杨市

- 省直管县级市，维持行政区划、干部管理体制不变，由省级行政区直接管理其大部分事务。
- 省直管财政县级市，维持行政区划、干部管理体制不变，由省级行政区直接管理其财政体制，扩大其经济管理权限。

- 一般县级市，名义上由省直管，由各省级行政区的地级或副省级行政区代为管辖。
- 民族自治地方的县级市，由各民族自治州直接管辖。

## 各省、自治区县级市列表
| 省级行政区       | 数量 | 县级市（列表） |
| ---------------- | ---- | --- |
| 河北省           | 21   | 泊头市、定州市、辛集市、南宫市、任丘市、涿州市、沙河市、武安市、黄骅市、霸州市、河间市、安国市、晋州市、遵化市、新乐市、三河市、高碑店市、深州市、迁安市、平泉市、滦州市                                                                                                 |
| 山西省           | 11   | 侯马市、古交市、霍州市、孝义市、介休市、高平市、原平市、永济市、河津市、汾阳市、怀仁市 |
| 内蒙古自治区     | 11   | 满洲里市、二连浩特市、乌兰浩特市、牙克石市、扎兰屯市、锡林浩特市、霍林郭勒市、丰镇市、根河市、额尔古纳市、阿尔山市 |
| 辽宁省           | 16   | 北票市、海城市、瓦房店市、调兵山市、兴城市、开原市、凌源市、庄河市、盖州市、大石桥市、新民市、东港市、凌海市、凤城市、北镇市、灯塔市 |
| 吉林省           | 20   | 延吉市、图们市、敦化市、公主岭市、梅河口市、洮南市、集安市、珲春市、龙井市、桦甸市、大安市、蛟河市、榆树市、舒兰市、和龙市、临江市、德惠市、磐石市、双辽市、扶余市 |
| 黑龙江省         | 21   | 绥芬河市、北安市、五大连池市、安达市、肇东市、同江市、富锦市、铁力市、尚志市、密山市、海伦市、海林市、讷河市、宁安市、五常市、穆棱市、虎林市、东宁市、抚远市、漠河市、嫩江市                                                                                             |
| 江苏省           | 21   | 常熟市、仪征市、张家港市、江阴市、丹阳市、东台市、兴化市、宜兴市、昆山市、启东市、新沂市、溧阳市、如皋市、高邮市、邳州市、泰兴市、太仓市、靖江市、扬中市、句容市、海安市                                                                                                 |
| 浙江省           | 20   | 兰溪市、余姚市、临海市、海宁市、瑞安市、江山市、义乌市、东阳市、慈溪市、诸暨市、龙泉市、平湖市、建德市、永康市、桐乡市、乐清市、温岭市、嵊州市、玉环市、龙港市 |
| 安徽省           | 9    | 界首市、天长市、明光市、桐城市、宁国市、巢湖市、潜山市、广德市、无为市 |
| 福建省           | 11   | 邵武市、永安市、石狮市、武夷山市、福安市、漳平市、福清市、晋江市、建瓯市、南安市、福鼎市 |
| 江西省           | 12   | 井冈山市、丰城市、樟树市、瑞昌市、德兴市、乐平市、高安市、瑞金市、贵溪市、共青城市、庐山市、龙南市 |
| 山东省           | 26   | 新泰市、临清市、青州市、曲阜市、龙口市、胶州市、莱阳市、诸城市、莱州市、滕州市、乐陵市、荣成市、平度市、莱西市、招远市、肥城市、邹城市、寿光市、乳山市、禹城市、安丘市、高密市、昌邑市、栖霞市、海阳市、邹平市                                                           |
| 河南省           | 21   | 义马市、汝州市、禹州市、济源市、卫辉市、辉县市、邓州市、沁阳市、舞钢市、巩义市、灵宝市、长葛市、项城市、林州市、新密市、荥阳市、新郑市、登封市、孟州市、永城市、长垣市                                                                                                   |
| 湖北省           | 26   | 老河口市、恩施市、丹江口市、应城市、赤壁市、仙桃市、石首市、麻城市、利川市、洪湖市、天门市、安陆市、武穴市、宜都市、枣阳市、潜江市、广水市、当阳市、钟祥市、大冶市、宜城市、松滋市、枝江市、汉川市、京山市、监利市                                                       |
| 湖南省           | 19   | 洪江市、津市市、吉首市、冷水江市、资兴市、醴陵市、湘乡市、耒阳市、涟源市、汨罗市、沅江市、韶山市、临湘市、浏阳市、武冈市、常宁市、宁乡市、邵东市、祁阳市 |
| 广东省           | 20   | 台山市、开平市、普宁市、罗定市、高州市、鹤山市、四会市、廉江市、英德市、恩平市、连州市、雷州市、乐昌市、阳春市、吴川市、兴宁市、化州市、陆丰市、信宜市、南雄市 |
| 广西壮族自治区   | 10   | 凭祥市、合山市、北流市、桂平市、岑溪市、东兴市、靖西市、荔浦市、平果市、横州市 |
| 海南省           | 5    | 五指山市、琼海市、文昌市、万宁市、东方市 |
| 四川省           | 19   | 西昌市、华蓥市、江油市、广汉市、都江堰市、峨眉山市、阆中市、万源市、彭州市、简阳市、邛崃市、崇州市、什邡市、绵竹市、康定市、马尔康市、隆昌市、射洪市、会理市 |
| 贵州省           | 10   | 都匀市、凯里市、兴义市、赤水市、清镇市、仁怀市、福泉市、盘州市、兴仁市、黔西市 |
| 云南省           | 18   | 个旧市、开远市、大理市、楚雄市、瑞丽市、景洪市、宣威市、安宁市、芒市、蒙自市、文山市、弥勒市、香格里拉市、腾冲市、泸水市、水富市、澄江市、禄丰市 |
| 西藏自治区       | 2    | 米林市、错那市 |
| 陕西省           | 7    | 韩城市、华阴市、兴平市、神木市、彬州市、子长市、旬阳市 |
| 甘肃省           | 5    | 玉门市、临夏市、敦煌市、合作市、华亭市 |
| 青海省           | 5    | 格尔木市、德令哈市、玉树市、茫崖市、同仁市 |
| 宁夏回族自治区   | 2    | 青铜峡市、灵武市 |
| 新疆维吾尔自治区 | 29   | 伊宁市、喀什市、奎屯市、石河子市、库尔勒市、昌吉市、阿克苏市、和田市、塔城市、阿勒泰市、博乐市、阿图什市、阜康市、乌苏市、阿拉尔市、图木舒克市、五家渠市、北屯市、阿拉山口市、铁门关市、双河市、霍尔果斯市、可克达拉市、昆玉市、胡杨河市、库车市、新星市、沙湾市、白杨市 |

## 详情列表
| 县级市名称                 | 上级行政区                     | 设立时间                   | 设立方式                                     | 相关批文            | 备注 |
| -------------------------- | ------------------------------ | -------------------------- | -------------------------------------------- | ------------------- | --- |
| 河北省（共21个）           |                                |                            |                                              |                     | |
| 泊头市                     | 沧州地区→沧州市                | 1982年12月13日             | 由交河、南皮二县析置                         | （82）国函字269号   | 1983年5月5日与交河县合并（（83）国函字90号）；1993年6月20日，河北省人民政府通知，泊头市由沧州市代管 |
| 定州市                     | 保定地区→保定市                | 1986年3月5日               | 撤县设市（原定县）                           | 国函〔1986〕31号    | 1994年12月20日，河北省人民政府通知，定州市由保定市代管 |
| 辛集市                     | 石家庄地区→石家庄市            | 1986年3月5日               | 撤县设市（原束鹿县）                         | 国函〔1986〕31号    | 1993年6月20日，河北省人民政府通知，辛集市由石家庄市代管 |
| 南宫市                     | 邢台地区→邢台市                | 1986年3月5日               | 撤县设市                                     | 国函〔1986〕31号    | 1993年6月20日，河北省人民政府通知，南宫市由邢台市代管 |
| 任丘市                     | 沧州地区→沧州市                | 1986年3月5日               | 撤县设市                                     | 国函〔1986〕31号    | 1993年6月20日，河北省人民政府通知，任丘市由沧州市代管 |
| 涿州市                     | 保定地区→保定市                | 1986年9月24日              | 撤县设市（原涿县）                           | 国函〔1986〕126号   | 1994年12月20日，河北省人民政府通知，涿州市由保定市代管 |
| 沙河市                     | 邢台地区→邢台市                | 1987年2月20日              | 撤县设市                                     | 国函〔1987〕32号    | 1993年6月20日，河北省人民政府通知，沙河市由邢台市代管 |
| 武安市                     | 邯郸地区→邯郸市                | 1988年9月1日               | 撤县设市                                     | 民行批〔1988〕23号  | 1993年6月20日，河北省人民政府通知，武安市由邯郸市代管 |
| 黄骅市                     | 沧州地区→沧州市                | 1989年7月27日              | 撤县设市                                     | 民行批〔1989〕6号   | 1993年6月20日，河北省人民政府通知，黄骅市由沧州市代管 |
| 霸州市                     | 廊坊市                         | 1990年1月4日               | 撤县设市（原霸县）                           | 民行批〔1990〕1号   | 1990年，河北省人民政府通知，霸州市由廊坊市代管 |
| 河间市                     | 沧州地区→沧州市                | 1990年10月18日             | 撤县设市                                     | 民行批〔1990〕96号  | 1993年6月20日，河北省人民政府通知，河间市由沧州市代管 |
| 安国市                     | 保定地区→保定市                | 1991年5月6日               | 撤县设市                                     | 民行批〔1991〕8号   | 1994年12月20日，河北省人民政府通知，安国市由保定市代管 |
| 晋州市                     | 石家庄地区→石家庄市            | 1991年11月30日             | 撤县设市（原晋县）                           | 民行批〔1991〕76号  | 1993年6月20日，河北省人民政府通知，晋州市由石家庄市代管 |
| 遵化市                     | 唐山市                         | 1992年2月17日              | 撤县设市                                     | 民行批〔1992〕17号  | 1992年，河北省人民政府通知，遵化市由唐山市代管 |
| 新乐市                     | 石家庄地区→石家庄市            | 1992年10月8日              | 撤县设市                                     | 民行批〔1992〕111号 | 1993年6月20日，河北省人民政府通知，新乐市由石家庄市代管 |
| 三河市                     | 廊坊市                         | 1993年3月3日               | 撤县设市                                     | 民行批〔1993〕46号  | 1993年，河北省人民政府通知，三河市由廊坊市代管 |
| 高碑店市                   | 保定地区→保定市                | 1993年4月9日               | 撤县设市（原新城县）                         | 民行批〔1993〕76号  | 1994年12月20日，河北省人民政府通知，高碑店市由保定市代管 |
| 深州市                     | 衡水地区→衡水市                | 1994年7月4日               | 撤县设市（原深县）                           | 民行批〔1994〕96号  | 1996年7月2日，河北省人民政府通知，深州市由衡水市代管（冀政函〔1996〕59号） |
| 迁安市                     | 唐山市                         | 1996年10月10日             | 撤县设市                                     | 民行批〔1996〕75号  | 1996年10月24日，河北省人民政府通知，迁安市由唐山市代管（冀政函〔1996〕102号） |
| 平泉市                     | 承德市                         | 2017年4月9日               | 撤县设市                                     | 民函〔2017〕69号    | 民政部批复中确定平泉市由承德市代管 |
| 滦州市                     | 唐山市                         | 2018年7月2日               | 撤县设市（原滦县）                           | 民函〔2018〕103号   | 民政部批复中确定滦州市由唐山市代管 |
| 山西省（共11个）           |                                |                            |                                              |                     | |
| 侯马市                     | 临汾地区→临汾市                | 1971年6月5日               | 由曲沃县析置                                 | 国发〔1971〕41号    | 2000年8月14日，山西省人民政府通知，侯马市由临汾市代管（晋政函〔2000〕210号） |
| 古交市                     | 太原市                         | 1988年2月24日              | 改原古交工矿区设置                           | 国函〔1988〕31号    | 1988年12月12日，山西省人民政府通知，古交市由太原市代管 |
| 霍州市                     | 临汾地区→临汾市                | 1989年12月23日             | 撤县设市（原霍县）                           | 民行批〔1989〕35号  | 2000年8月14日，山西省人民政府通知，霍州市由临汾市代管（晋政函〔2000〕210号） |
| 孝义市                     | 吕梁地区→吕梁市                | 1992年2月10日              | 撤县设市                                     | 民行批〔1992〕12号  | 2003年，山西省人民政府通知，孝义市由吕梁市代管 |
| 介休市                     | 晋中地区→晋中市                | 1992年2月10日              | 撤县设市                                     | 民行批〔1992〕13号  | 2000年1月10日，山西省人民政府通知，介休市由晋中市代管（晋政函〔2000〕2号） |
| 高平市                     | 晋城市                         | 1993年5月12日              | 撤县设市                                     | 民行批〔1993〕93号  | 1993年5月14日，山西省人民政府通知，高平市由晋城市代管 |
| 原平市                     | 忻州地区→忻州市                | 1993年6月17日              | 撤县设市                                     | 民行批〔1993〕130号 | 2000年8月14日，山西省人民政府通知，原平市由忻州市代管（晋政函〔2000〕211号） |
| 永济市                     | 运城地区→运城市                | 1994年1月12日              | 撤县设市                                     | 民行批〔1994〕4号   | 2000年9月12日，山西省人民政府通知，永济市由运城市代管（晋政函〔2000〕236号） |
| 河津市                     | 运城地区→运城市                | 1994年1月12日              | 撤县设市                                     | 民行批〔1994〕5号   | 2000年9月12日，山西省人民政府通知，河津市由运城市代管（晋政函〔2000〕236号） |
| 汾阳市                     | 吕梁地区→吕梁市                | 1996年8月20日              | 撤县设市                                     | 民行批〔1996〕58号  | 2003年，山西省人民政府通知，汾阳市由吕梁市代管 |
| 怀仁市                     | 朔州市                         | 2018年2月22日              | 撤县设市                                     | 民函〔2018〕46号    | 民政部批复中确定怀仁市由朔州市代管 |
| 内蒙古自治区（共11个）     |                                |                            |                                              |                     | |
| 满洲里市                   | 呼伦贝尔盟→呼伦贝尔市          | 1954年5月21日              | 改地级市为县级市                             |                     | 2001年10月25日，内蒙古自治区人民政府通知，满洲里市由呼伦贝尔市代管（内政发〔2001〕122号） |
| 二连浩特市                 | 锡林郭勒盟                     | 1966年1月18日              | 由苏尼特右旗析置                             |                     | |
| 乌兰浩特市                 | 兴安盟                         | 1980年7月26日              | 由科尔沁右翼前旗析置                         | 国发〔1980〕198号   | 兴安盟行政公署驻地 |
| 牙克石市                   | 呼伦贝尔盟→呼伦贝尔市          | 1983年10月10日             | 撤旗设市（原喜桂图旗）                       | （83）国函字218号   | 2001年10月25日，内蒙古自治区人民政府通知，牙克石市由呼伦贝尔市代管（内政发〔2001〕122号） |
| 扎兰屯市                   | 呼伦贝尔盟→呼伦贝尔市          | 1983年10月10日             | 撤旗设市（原布特哈旗）                       | （83）国函字218号   | 2001年10月25日，内蒙古自治区人民政府通知，扎兰屯市由呼伦贝尔市代管（内政发〔2001〕122号） |
| 锡林浩特市                 | 锡林郭勒盟                     | 1983年10月10日             | 撤旗设市（原阿巴哈纳尔旗）                   | （83）国函字218号   | 锡林郭勒盟行政公署驻地 |
| 霍林郭勒市                 | 哲里木盟→通辽市                | 1985年11月9日              | 由扎鲁特旗析置                               | （85）国函字167号   | 1999年2月20日，内蒙古自治区人民政府通知，霍林郭勒市由通辽市代管（内政发〔1999〕25号） |
| 丰镇市                     | 乌兰察布盟→乌兰察布市          | 1990年11月15日             | 撤县设市                                     | 民行批〔1990〕103号 | 2003年12月18日，内蒙古自治区人民政府通知，丰镇市由乌兰察布市代管（内政发〔2003〕95号） |
| 根河市                     | 呼伦贝尔盟→呼伦贝尔市          | 1994年4月28日              | 撤旗设市（原额尔古纳左旗）                   | 民行批〔1994〕65号  | 2001年10月25日，内蒙古自治区人民政府通知，根河市由呼伦贝尔市代管（内政发〔2001〕122号） |
| 额尔古纳市                 | 呼伦贝尔盟→呼伦贝尔市          | 1994年7月13日              | 撤旗设市（原额尔古纳右旗）                   | 民行批〔1994〕111号 | 2001年10月25日，内蒙古自治区人民政府通知，额尔古纳市由呼伦贝尔市代管（内政发〔2001〕122号） |
| 阿尔山市                   | 兴安盟                         | 1996年6月10日              | 由科尔沁右翼前旗析置                         | 民行批〔1996〕41号  | |
| 辽宁省（共16个）           |                                |                            |                                              |                     | |
| 北票市                     | 朝阳市                         | 1985年1月17日              | 撤县设市                                     | （85）国函字10号    | 1985年，辽宁省人民政府决定北票市由朝阳市代管 |
| 海城市                     | 鞍山市                         | 1985年1月17日              | 撤县设市                                     | （85）国函字10号    | 1985年，辽宁省人民政府决定海城市由鞍山市代管 |
| 瓦房店市                   | 大连市                         | 1985年1月17日              | 撤县设市（原复县）                           | （85）国函字10号    | 1985年，辽宁省人民政府决定瓦房店市由大连市代管 |
| 调兵山市                   | 铁岭市                         | 1986年9月12日              | 改原铁岭市铁法区设置（铁法市）               | 国函〔1986〕118号   | 1986年，辽宁省人民政府决定铁法市由铁岭市代管；2002年2月20日，铁法市更名为调兵山市（民函〔2002〕21号） |
| 兴城市                     | 锦州市→葫芦岛市（原锦西市）    | 1986年12月13日             | 撤县设市                                     | 国函〔1986〕187号   | 1986年，辽宁省人民政府决定兴城市由锦州市代管；1989年，辽宁省人民政府决定兴城市改由锦西市（1994年更名为葫芦岛市）代管 |
| 开原市                     | 铁岭市                         | 1988年12月27日             | 撤县设市                                     | 民行批〔1988〕51号  | 1989年，辽宁省人民政府决定开原市由铁岭市代管 |
| 凌源市                     | 朝阳市                         | 1991年12月21日             | 撤县设市                                     | 民行批〔1991〕93号  | 1992年，辽宁省人民政府决定凌源市由朝阳市代管 |
| 庄河市                     | 大连市                         | 1992年9月21日              | 撤县设市                                     | 民行批〔1992〕105号 | 1992年，辽宁省人民政府决定庄河市由大连市代管 |
| 盖州市                     | 营口市                         | 1992年11月3日              | 撤县设市（原盖县）                           | 民行批〔1992〕128号 | 1992年，辽宁省人民政府决定盖州市由营口市代管 |
| 大石桥市                   | 营口市                         | 1992年11月3日              | 撤县设市（原营口县）                         | 民行批〔1992〕129号 | 1992年，辽宁省人民政府决定大石桥市由营口市代管 |
| 新民市                     | 沈阳市                         | 1993年6月14日              | 撤县设市                                     | 民行批〔1993〕128号 | 1993年，辽宁省人民政府决定新民市由沈阳市代管 |
| 东港市                     | 丹东市                         | 1993年6月18日              | 撤县设市（原东沟县）                         | 民行批〔1993〕132号 | 1993年，辽宁省人民政府决定东港市由丹东市代管 |
| 凌海市                     | 锦州市                         | 1993年11月16日             | 撤县设市（原锦县）                           | 民行批〔1993〕231号 | 1993年，辽宁省人民政府决定凌海市由锦州市代管 |
| 凤城市                     | 丹东市                         | 1994年3月8日               | 撤自治县设市（原凤城满族自治县）             | 民行批〔1994〕41号  | 1994年，辽宁省人民政府决定凤城市由丹东市代管 |
| 北镇市                     | 锦州市                         | 1995年3月21日              | 撤自治县设市（原北镇满族自治县，改设北宁市） | 民行批〔1995〕21号  | 1995年，辽宁省人民政府决定北宁市由锦州市代管；2006年2月8日，北宁市更名为北镇市（民函〔2006〕32号）； |
| 灯塔市                     | 辽阳市                         | 1996年8月27日              | 撤县设市                                     | 民行批〔1996〕63号  | 1996年，辽宁省人民政府决定灯塔市由辽阳市代管 |
| 吉林省（共20个）           |                                |                            |                                              |                     | |
| 延吉市                     | 延边朝鲜族自治州               | 1953年5月4日               | 由延吉县析置                                 |                     | 延边朝鲜族自治州政府驻地 |
| 图们市                     | 延边朝鲜族自治州               | 1965年3月27日              | 由延吉、汪清二县析置                         | （65）国议字9号     | |
| 敦化市                     | 延边朝鲜族自治州               | 1985年2月28日              | 撤县设市                                     | （85）国函字24号    | |
| 公主岭市                   | 四平市→长春市                  | 1985年12月19日             | 改地级市为县级市（原怀德县）                 | （85）国函字173号   | 1985年2月4日，撤销怀德县，设立地级公主岭市（（85）国函字17号），同年12月19日改设县级市；1986年1月20日，吉林省人民政府通知，公主岭市由四平市代管（吉政发〔1986〕6号）；2020年6月5日，原由四平市代管的公主岭市改由长春市代管（国函〔2020〕84号）                                               |
| 梅河口市                   | 通化市                         | 1985年12月19日             | 改地级市为县级市（原海龙县）                 | （85）国函字173号   | 1985年2月4日，撤销海龙县，设立地级梅河口市（（85）国函字17号），同年12月19日改设县级市；1986年1月20日，吉林省人民政府通知，梅河口市由通化市代管（吉政发〔1986〕6号） |
| 洮南市                     | 白城地区→白城市                | 1987年5月21日              | 撤县设市（原洮安县）                         | 国函〔1987〕85号    | 1993年7月21日，吉林省人民政府通知，洮南市由白城市代管（吉政函〔1993〕252号） |
| 集安市                     | 通化市                         | 1988年3月16日              | 撤县设市                                     | 国函〔1988〕49号    | 1988年4月4日，吉林省人民政府通知，集安市由通化市代管（吉政函〔1988〕70号） |
| 珲春市                     | 延边朝鲜族自治州               | 1988年5月25日              | 撤县设市                                     | 民行批〔1988〕4号   | |
| 龙井市                     | 延边朝鲜族自治州               | 1988年5月25日              | 撤县设市                                     | 民行批〔1988〕5号   | 1983年3月24日，延吉县更名为龙井县（（83）国函字43号） |
| 桦甸市                     | 吉林市                         | 1988年5月25日              | 撤县设市                                     | 民行批〔1988〕6号   | 1988年6月14日，吉林省人民政府通知，桦甸市由吉林市代管（吉政函〔1988〕112号） |
| 大安市                     | 白城地区→白城市                | 1988年8月30日              | 撤县设市                                     | 民行批〔1988〕16号  | 1993年7月21日，吉林省人民政府通知，大安市由白城市代管（吉政函〔1993〕252号） |
| 蛟河市                     | 吉林市                         | 1989年8月15日              | 撤县设市                                     | 民行批〔1989〕10号  | 1989年9月28日，吉林省人民政府通知，蛟河市由吉林市代管 |
| 榆树市                     | 长春市                         | 1990年12月26日             | 撤县设市                                     | 民行批〔1990〕122号 | 1991年，吉林省人民政府通知，榆树市由长春市代管 |
| 舒兰市                     | 吉林市                         | 1992年10月8日              | 撤县设市                                     | 民行批〔1992〕113号 | 1992年11月12日，吉林省人民政府通知，舒兰市由吉林市代管（吉政函〔1992〕262号） |
| 和龙市                     | 延边朝鲜族自治州               | 1993年7月5日               | 撤县设市                                     | 民行批〔1993〕138号 | |
| 临江市                     | 白山市                         | 1993年11月28日             | 撤县设市                                     | 民行批〔1993〕237号 | 1992年9月1日，撤销浑江市临江区，设立临江县（民行批〔1992〕95号）；1993年12月7日，吉林省人民政府通知，临江市由浑江市（1994年更名为白山市）代管（吉政函〔1993〕355号） |
| 德惠市                     | 长春市                         | 1994年7月6日               | 撤县设市                                     | 民行批〔1994〕97号  | 1994年8月1日，吉林省人民政府通知，德惠市由长春市代管 |
| 磐石市                     | 吉林市                         | 1995年8月30日              | 撤县设市                                     | 民行批〔1995〕57号  | 1995年9月21日，吉林省人民政府通知，磐石市由吉林市代管 |
| 双辽市                     | 四平市                         | 1996年4月29日              | 撤县设市                                     | 民行批〔1996〕32号  | 1996年6月7日，吉林省人民政府通知，双辽市由四平市代管（吉政函〔1996〕63号） |
| 扶余市                     | 松原市                         | 2013年1月24日              | 撤县设市                                     | 民函〔2013〕28号    | 1992年6月6日，撤销扶余市，改设松原市扶余区（国函〔1992〕60号）；1995年7月20日，扶余区更名为宁江区，并析置扶余县（国函〔1995〕68号）；民政部批复中确定扶余市由松原市代管 |
| 黑龙江省（共21个）         |                                |                            |                                              |                     | |
| 绥芬河市                   | 牡丹江地区→牡丹江市            | 1975年8月15日              | 改原东宁县绥芬河镇设置                       | 国发〔1975〕131号   | 1983年10月18日，黑龙江省人民政府决定绥芬河市由牡丹江市代管 |
| 北安市                     | 黑河地区→黑河市                | 1982年12月18日             | 由北安县析置                                 | （82）国函字276号   | 1983年4月28日与通北县（原北安县）合并（（83）国函字82号）；1993年3月15日，黑龙江省人民政府通知，北安市由黑河市代管（黑政函〔1993〕28号） |
| 五大连池市                 | 黑河地区→黑河市                | 1983年10月8日              | 由德都县析置                                 | （83）国函字213号   | 1993年3月15日，黑龙江省人民政府通知，五大连池市由黑河市代管（黑政函〔1993〕28号）；1996年1月31日与德都县合并（民行批〔1996〕19号） |
| 安达市                     | 绥化地区→绥化市                | 1984年11月17日             | 撤县设市                                     | （84）国函字159号   | 2000年3月9日，黑龙江省人民政府通知，安达市由绥化市代管（黑政函〔2000〕40号） |
| 肇东市                     | 绥化地区→绥化市                | 1986年9月8日               | 撤县设市                                     | 国函〔1986〕111号   | 2000年3月9日，黑龙江省人民政府通知，肇东市由绥化市代管（黑政函〔2000〕40号） |
| 同江市                     | 佳木斯市                       | 1987年2月24日              | 撤县设市                                     | 国函〔1987〕39号    | 1987年3月19日，黑龙江省人民政府通知，同江市由佳木斯市代管（黑政函〔1987〕15号） |
| 富锦市                     | 佳木斯市                       | 1988年8月30日              | 撤县设市                                     | 民行批〔1988〕19号  | 1988年，黑龙江省人民政府通知，富锦市由佳木斯市代管 |
| 铁力市                     | 伊春市                         | 1988年9月13日              | 撤县设市                                     | 民行批〔1988〕26号  | 1988年，黑龙江省人民政府通知，铁力市由伊春市代管 |
| 尚志市                     | 松花江地区→哈尔滨市            | 1988年9月14日              | 撤县设市                                     | 民行批〔1988〕27号  | 1996年11月5日，黑龙江省人民政府通知，尚志市由哈尔滨市代管（黑政函〔1996〕85号） |
| 密山市                     | 牡丹江市→鸡西市                | 1988年11月17日             | 撤县设市                                     | 民行批〔1988〕49号  | 1988年，黑龙江省人民政府通知，密山市由牡丹江市代管；1992年10月5日，黑龙江省人民政府通知，原由牡丹江市代管的密山市改由鸡西市代管（黑政函〔1992〕101号） |
| 海伦市                     | 绥化地区→绥化市                | 1989年12月23日             | 撤县设市                                     | 民行批〔1989〕36号  | 2000年3月9日，黑龙江省人民政府通知，海伦市由绥化市代管（黑政函〔2000〕40号） |
| 海林市                     | 牡丹江市                       | 1992年7月28日              | 撤县设市                                     | 民行批〔1992〕90号  | 1992年，黑龙江省人民政府通知，海林市由牡丹江市代管 |
| 讷河市                     | 齐齐哈尔市                     | 1992年9月2日               | 撤县设市                                     | 民行批〔1992〕97号  | 1992年，黑龙江省人民政府通知，讷河市由齐齐哈尔市代管 |
| 宁安市                     | 牡丹江市                       | 1993年2月12日              | 撤县设市                                     | 民行批〔1993〕9号   | 1993年，黑龙江省人民政府通知，宁安市由牡丹江市代管 |
| 五常市                     | 松花江地区→哈尔滨市            | 1993年6月1日               | 撤县设市                                     | 民行批〔1993〕117号 | 1996年11月5日，黑龙江省人民政府通知，五常市由哈尔滨市代管（黑政函〔1996〕85号） |
| 穆棱市                     | 牡丹江市                       | 1995年3月7日               | 撤县设市                                     | 民行批〔1995〕18号  | 1995年3月24日，黑龙江省人民政府通知，穆棱市由牡丹江市代管 |
| 虎林市                     | 鸡西市                         | 1996年10月11日             | 撤县设市                                     | 民行批〔1996〕77号  | 1996年，黑龙江省人民政府通知，虎林市由鸡西市代管 |
| 东宁市                     | 牡丹江市                       | 2015年12月15日             | 撤县设市                                     | 民函〔2015〕361号   | 民政部批复中确定东宁市由牡丹江市代管 |
| 抚远市                     | 佳木斯市                       | 2016年1月13日              | 撤县设市                                     | 民函〔2016〕14号    | 民政部批复中确定抚远市由佳木斯市代管 |
| 漠河市                     | 大兴安岭地区                   | 2018年2月22日              | 撤县设市                                     | 民函〔2018〕50号    | |
| 嫩江市                     | 黑河市                         | 2019年7月12日              | 撤县设市                                     | 民函〔2019〕75号    | 民政部批复中确定嫩江市由黑河市代管 |
| 江苏省（共21个）           |                                |                            |                                              |                     | |
| 常熟市                     | 苏州市                         | 1983年1月18日              | 撤县设市                                     | （83）国函字1号     | 国务院批复中确定常熟市由苏州市代管 |
| 仪征市                     | 扬州市                         | 1986年4月21日              | 撤县设市                                     | 国函〔1986〕55号    | 1986年，江苏省人民政府通知，仪征市由扬州市代管 |
| 张家港市                   | 苏州市                         | 1986年9月16日              | 撤县设市（原沙洲县）                         | 国函〔1986〕122号   | 1986年10月10日，江苏省人民政府通知，张家港市由苏州市代管 |
| 江阴市                     | 无锡市                         | 1987年4月23日              | 撤县设市                                     | 国函〔1987〕71号    | 1987年5月7日，江苏省人民政府通知，江阴市由无锡市代管 |
| 丹阳市                     | 镇江市                         | 1987年12月15日             | 撤县设市                                     | 国函〔1987〕201号   | 1988年1月23日，江苏省人民政府通知，丹阳市由镇江市代管 |
| 东台市                     | 盐城市                         | 1987年12月17日             | 撤县设市                                     | 国函〔1987〕202号   | 1988年1月23日，江苏省人民政府通知，东台市由盐城市代管 |
| 兴化市                     | 扬州市→泰州市                  | 1987年12月22日             | 撤县设市                                     | 国函〔1987〕205号   | 1988年1月23日，江苏省人民政府通知，兴化市由扬州市代管；1996年8月6日，江苏省人民政府通知，兴化市改由泰州市代管（苏政发〔1996〕93号） |
| 宜兴市                     | 无锡市                         | 1988年1月9日               | 撤县设市                                     | 国函〔1988〕9号     | 1988年1月23日，江苏省人民政府通知，宜兴市由无锡市代管 |
| 昆山市                     | 苏州市                         | 1989年7月27日              | 撤县设市                                     | 民行批〔1989〕8号   | 1989年9月14日，江苏省人民政府通知，昆山市由苏州市代管 |
| 启东市                     | 南通市                         | 1989年11月13日             | 撤县设市                                     | 民行批〔1989〕23号  | 1989年12月14日，江苏省人民政府通知，启东市由南通市代管（苏政发〔1989〕122号） |
| 新沂市                     | 徐州市                         | 1990年2月5日               | 撤县设市                                     | 民行批〔1990〕26号  | 1990年，江苏省人民政府通知，新沂市由徐州市代管 |
| 溧阳市                     | 常州市                         | 1990年8月15日              | 撤县设市                                     | 民行批〔1990〕74号  | 1990年8月30日，江苏省人民政府通知，溧阳市由常州市代管（苏政发〔1990〕100号） |
| 如皋市                     | 南通市                         | 1991年2月6日               | 撤县设市                                     | 民行批〔1991〕5号   | 1991年4月9日，江苏省人民政府通知，如皋市由南通市代管（苏政发〔1991〕38号） |
| 高邮市                     | 扬州市                         | 1991年2月6日               | 撤县设市                                     | 民行批〔1991〕6号   | 1991年2月25日，江苏省人民政府通知，高邮市由扬州市代管（苏政发〔1991〕19号） |
| 邳州市                     | 徐州市                         | 1992年7月7日               | 撤县设市（原邳县）                           | 民行批〔1992〕70号  | 1992年8月18日，江苏省人民政府通知，邳州市由徐州市代管（苏政发〔1992〕111号） |
| 泰兴市                     | 扬州市→泰州市                  | 1992年9月21日              | 撤县设市                                     | 民行批〔1992〕104号 | 1992年9月30日，江苏省人民政府通知，泰兴市由扬州市代管（苏政发〔1992〕123号）；1996年8月6日，江苏省人民政府通知，泰兴市改由泰州市代管（苏政发〔1996〕93号） |
| 太仓市                     | 苏州市                         | 1993年1月8日               | 撤县设市                                     | 民行批〔1993〕3号   | 1993年2月19日，江苏省人民政府通知，太仓市由苏州市代管（苏政发〔1993〕15号） |
| 靖江市                     | 扬州市→泰州市                  | 1993年7月14日              | 撤县设市                                     | 民行批〔1993〕152号 | 1993年8月15日，江苏省人民政府通知，靖江市由扬州市代管；1996年8月6日，江苏省人民政府通知，靖江市改由泰州市代管（苏政发〔1996〕93号） |
| 扬中市                     | 镇江市                         | 1994年5月18日              | 撤县设市                                     | 民行批〔1994〕81号  | 1994年7月5日，江苏省人民政府通知，扬中市由镇江市代管（苏政发〔1994〕56号） |
| 句容市                     | 镇江市                         | 1995年4月6日               | 撤县设市                                     | 民行批〔1995〕26号  | 1995年6月12日，江苏省人民政府通知，句容市由镇江市代管（苏政发〔1995〕68号） |
| 海安市                     | 南通市                         | 2018年2月22日              | 撤县设市                                     | 民函〔2018〕49号    | 民政部批复中确定海安市由南通市代管 |
| 浙江省（共20个）           |                                |                            |                                              |                     | |
| 兰溪市                     | 金华市                         | 1985年5月15日              | 撤县设市                                     | （85）国函字68号    | 1985年，浙江省人民政府通知，兰溪市由金华市代管（浙政〔1985〕56号） |
| 余姚市                     | 宁波市                         | 1985年7月16日              | 撤县设市                                     | （85）国函字111号   | 1985年，浙江省人民政府通知，余姚市由宁波市代管 |
| 临海市                     | 台州地区→台州市                | 1986年3月1日               | 撤县设市                                     | 国函〔1986〕27号    | 1994年9月2日，浙江省人民政府通知，临海市由台州市代管（浙政发〔1994〕131号） |
| 海宁市                     | 嘉兴市                         | 1986年11月22日             | 撤县设市                                     | 国函〔1986〕175号   | 1986年，浙江省人民政府通知，海宁市由嘉兴市代管 |
| 瑞安市                     | 温州市                         | 1987年4月15日              | 撤县设市                                     | 国函〔1987〕62号    | 1987年，浙江省人民政府通知，瑞安市由温州市代管 |
| 江山市                     | 衢州市                         | 1987年11月27日             | 撤县设市                                     | 国函〔1987〕187号   | 1987年，浙江省人民政府通知，江山市由衢州市代管 |
| 义乌市                     | 金华市                         | 1988年5月25日              | 撤县设市                                     | 民行批〔1988〕8号   | 1988年6月21日，浙江省人民政府通知，义乌市由金华市代管（浙政发〔1988〕93号） |
| 东阳市                     | 金华市                         | 1988年5月25日              | 撤县设市                                     | 民行批〔1988〕8号   | 1988年6月21日，浙江省人民政府通知，东阳市由金华市代管（浙政发〔1988〕93号） |
| 慈溪市                     | 宁波市                         | 1988年10月13日             | 撤县设市                                     | 民行批〔1988〕42号  | 1988年，浙江省人民政府通知，慈溪市由宁波市代管 |
| 诸暨市                     | 绍兴市                         | 1989年9月27日              | 撤县设市                                     | 民行批〔1989〕14号  | 1989年10月6日，浙江省人民政府通知，诸暨市由绍兴市代管（浙政发〔1989〕92号） |
| 龙泉市                     | 丽水地区→丽水市                | 1990年12月26日             | 撤县设市                                     | 民行批〔1990〕120号 | 2000年6月6日，浙江省人民政府通知，龙泉市由丽水市代管（浙政发〔2000〕112号） |
| 平湖市                     | 嘉兴市                         | 1991年6月15日              | 撤县设市                                     | 民行批〔1991〕16号  | 1991年6月20日，浙江省人民政府通知，平湖市由嘉兴市代管（浙政发〔1991〕106号） |
| 建德市                     | 杭州市                         | 1992年4月1日               | 撤县设市                                     | 民行批〔1992〕33号  | 1992年4月25日，浙江省人民政府通知，建德市由杭州市代管（浙政发〔1992〕101号） |
| 永康市                     | 金华市                         | 1992年8月24日              | 撤县设市                                     | 民行批〔1992〕93号  | 1992年9月17日，浙江省人民政府通知，永康市由金华市代管（浙政发〔1992〕297号） |
| 桐乡市                     | 嘉兴市                         | 1993年3月26日              | 撤县设市                                     | 民行批〔1993〕62号  | 1993年4月11日，浙江省人民政府通知，桐乡市由嘉兴市代管（浙政发〔1993〕83号） |
| 乐清市                     | 温州市                         | 1993年9月18日              | 撤县设市                                     | 民行批〔1993〕188号 | 1993年10月7日，浙江省人民政府通知，乐清市由温州市代管 |
| 温岭市                     | 台州地区→台州市                | 1994年2月18日              | 撤县设市                                     | 民行批〔1994〕30号  | 1994年9月2日，浙江省人民政府通知，温岭市由台州市代管（浙政发〔1994〕131号） |
| 嵊州市                     | 绍兴市                         | 1995年8月30日              | 撤县设市（原嵊县）                           | 民行批〔1995〕58号  | 1995年9月8日，浙江省人民政府通知，嵊州市由绍兴市代管 |
| 玉环市                     | 台州市                         | 2017年4月9日               | 撤县设市                                     | 民函〔2017〕70号    | 民政部批复中确定玉环市由台州市代管 |
| 龙港市                     | 温州市                         | 2019年8月16日              | 由苍南县析置                                 | 民函〔2019〕83号    | 民政部批复中确定龙港市由温州市代管 |
| 安徽省（共9个）            |                                |                            |                                              |                     | |
| 界首市                     | 阜阳地区→阜阳市                | 1989年9月27日              | 撤县设市                                     | 民行批〔1989〕16号  | 1996年1月22日，安徽省人民政府通知，界首市由阜阳市代管（皖政秘〔1996〕14号） |
| 天长市                     | 滁州市                         | 1993年9月18日              | 撤县设市                                     | 民行批〔1993〕187号 | 1993年，安徽省人民政府通知，天长市由滁州市代管 |
| 明光市                     | 滁州市                         | 1994年5月31日              | 撤县设市（原嘉山县）                         | 民行批〔1994〕87号  | 1994年，安徽省人民政府通知，明光市由滁州市代管 |
| 桐城市                     | 安庆市                         | 1996年8月20日              | 撤县设市                                     | 民行批〔1996〕59号  | 1996年9月4日，安徽省人民政府通知，桐城市由安庆市代管（皖政秘〔1996〕181号） |
| 宁国市                     | 宣城地区→宣城市                | 1997年3月11日              | 撤县设市                                     | 民行批〔1997〕3号   | 2000年7月5日，安徽省人民政府通知，宁国市由宣城市代管（皖政秘〔2000〕141号） |
| 巢湖市                     | 合肥市                         | 2011年7月14日              | 改原地级巢湖市居巢区设置                     | 国函〔2011〕84号    | 国务院批复中确定巢湖市由合肥市代管 |
| 潜山市                     | 安庆市                         | 2018年7月2日               | 撤县设市                                     | 民函〔2018〕104号   | 民政部批复中确定潜山市由安庆市代管 |
| 广德市                     | 宣城市                         | 2019年7月12日              | 撤县设市                                     | 民函〔2019〕70号    | 民政部批复中确定广德市由宣城市代管 |
| 无为市                     | 芜湖市                         | 2019年11月20日             | 撤县设市                                     | 民函〔2019〕125号   | 民政部批复中确定无为市由芜湖市代管 |
| 福建省（共11个）           |                                |                            |                                              |                     | |
| 邵武市                     | 南平地区→南平市                | 1983年8月17日              | 撤县设市                                     | （83）国函字155号   | 1994年10月9日，福建省人民政府通知，邵武市由南平市代管（闽政〔1994〕文269号） |
| 永安市                     | 三明市                         | 1984年9月12日              | 撤县设市                                     | （84）国函字131号   | 1984年9月26日，福建省人民政府通知，永安市由三明市代管（闽政〔1984〕综670号） |
| 石狮市                     | 泉州市                         | 1987年12月17日             | 由晋江县析置                                 | 国函〔1987〕203号   | 1988年1月5日，福建省人民政府通知，石狮市由泉州市代管（闽政〔1988〕综6号） |
| 武夷山市                   | 南平地区→南平市                | 1989年8月21日              | 撤县设市（原崇安县）                         | 民行批〔1989〕12号  | 1994年10月9日，福建省人民政府通知，武夷山市由南平市代管（闽政〔1994〕文269号） |
| 福安市                     | 宁德地区→宁德市                | 1989年11月13日             | 撤县设市                                     | 民行批〔1989〕24号  | 1999年12月13日，福建省人民政府通知，福安市由宁德市代管（闽政〔1999〕文234号） |
| 漳平市                     | 龙岩地区→龙岩市                | 1990年8月15日              | 撤县设市                                     | 民行批〔1990〕73号  | 1996年12月23日，福建省人民政府通知，漳平市由龙岩市代管（闽政〔1996〕文366号） |
| 福清市                     | 福州市                         | 1990年12月26日             | 撤县设市                                     | 民行批〔1990〕121号 | 1991年，福建省人民政府通知，福清市由福州市代管 |
| 晋江市                     | 泉州市                         | 1992年3月6日               | 撤县设市                                     | 民行批〔1992〕23号  | 1992年3月6日，福建省人民政府通知，晋江市由泉州市代管（闽政〔1992〕综47号） |
| 建瓯市                     | 南平地区→南平市                | 1992年10月20日             | 撤县设市                                     | 民行批〔1992〕121号 | 1994年10月9日，福建省人民政府通知，建瓯市由南平市代管（闽政〔1994〕文269号） |
| 南安市                     | 泉州市                         | 1993年5月12日              | 撤县设市                                     | 民行批〔1993〕95号  | 1993年5月28日，福建省人民政府通知，南安市由泉州市代管 |
| 福鼎市                     | 宁德地区→宁德市                | 1995年10月13日             | 撤县设市                                     | 民行批〔1995〕70号  | 1999年12月13日，福建省人民政府通知，福鼎市由宁德市代管（闽政〔1999〕文234号） |
| 江西省（共12个）           |                                |                            |                                              |                     | |
| 井冈山市                   | 吉安地区→吉安市                | 1984年12月13日             | 撤县设市                                     | （84）国函字175号   | 2000年5月11日与宁冈县合并（国函字〔2000〕40号）；2000年5月27日，江西省人民政府通知，井冈山市由吉安市代管（赣府字〔2000〕77号） |
| 丰城市                     | 宜春地区→宜春市                | 1988年10月4日              | 撤县设市                                     | 民行批〔1988〕35号  | 2000年6月9日，江西省人民政府通知，丰城市由宜春市代管（赣府字〔2000〕82号） |
| 樟树市                     | 宜春地区→宜春市                | 1988年10月13日             | 撤县设市（原清江县）                         | 民行批〔1988〕41号  | 2000年6月9日，江西省人民政府通知，樟树市由宜春市代管（赣府字〔2000〕82号） |
| 瑞昌市                     | 九江市                         | 1989年12月20日             | 撤县设市                                     | 民行批〔1989〕32号  | 1990年3月8日，江西省人民政府通知，瑞昌市由九江市代管（赣府字〔1990〕25号） |
| 德兴市                     | 上饶地区→上饶市                | 1990年12月26日             | 撤县设市                                     | 民行批〔1990〕119号 | 2000年7月10日，江西省人民政府通知，德兴市由上饶市代管（赣府字〔2000〕97号） |
| 乐平市                     | 景德镇市                       | 1992年7月27日              | 撤县设市                                     | 民行批〔1992〕106号 | 1992年11月4日，江西省人民政府通知，乐平市由景德镇市代管（赣府字〔1992〕272号） |
| 高安市                     | 宜春地区→宜春市                | 1993年12月8日              | 撤县设市                                     | 民行批〔1993〕240号 | 2000年6月9日，江西省人民政府通知，高安市由宜春市代管（赣府字〔2000〕82号） |
| 瑞金市                     | 赣州地区→赣州市                | 1994年5月18日              | 撤县设市                                     | 民行批〔1994〕83号  | 1999年2月14日，江西省人民政府通知，瑞金市由赣州市代管（赣府字〔1999〕12号） |
| 贵溪市                     | 鹰潭市                         | 1996年5月28日              | 撤县设市                                     | 民行批〔1996〕34号  | 1996年7月1日，江西省人民政府通知，贵溪市由鹰潭市代管（赣府字〔1996〕85号） |
| 共青城市                   | 九江市                         | 2010年9月10日              | 由永修、德安、星子三县析置                   | 民函〔2010〕220号   | 民政部批复中确定共青城市由九江市代管 |
| 庐山市                     | 九江市                         | 2016年3月20日              | 撤县设市（原星子县，并划入庐山区牯岭镇）     | 国函〔2016〕58号    | 国务院批复中确定庐山市由九江市代管 |
| 龙南市                     | 赣州市                         | 2020年6月12日              | 撤县设市                                     | 民函〔2020〕61号    | 民政部批复中确定龙南市由赣州市代管 |
| 山东省（共26个）           |                                |                            |                                              |                     | |
| 新泰市                     | 泰安地区→泰安市                | 1983年8月30日              | 由新泰县、新汶市合并设立                     | （83）国函字175号   | 1985年3月27日，国务院批复中确定新泰市由泰安市代管（（85）国函字45号） |
| 临清市                     | 聊城地区→聊城市                | 1983年8月30日              | 撤县设市                                     | （83）国函字175号   | 1997年9月29日，山东省人民政府通知，临清市由聊城市代管（鲁政字〔1997〕236号） |
| 青州市                     | 潍坊市                         | 1986年3月1日               | 撤县设市（原益都县）                         | 国函〔1986〕28号    | 1986年，山东省人民政府通知，青州市由潍坊市代管 |
| 曲阜市                     | 济宁市                         | 1986年6月2日               | 撤县设市                                     | 国函〔1986〕74号    | 1986年6月23日，山东省人民政府通知，曲阜市由济宁市代管（（86）鲁政函48号） |
| 龙口市                     | 烟台市                         | 1986年9月23日              | 撤县设市（原黄县）                           | 国函〔1986〕127号   | 1986年10月20日，山东省人民政府通知，龙口市由烟台市代管（（86）鲁政函90号） |
| 胶州市                     | 青岛市                         | 1987年2月12日              | 撤县设市（原胶县）                           | 国函〔1987〕26号    | 1987年3月7日，山东省人民政府通知，胶州市由青岛市代管（（87）鲁政函17号） |
| 莱阳市                     | 烟台市                         | 1987年2月20日              | 撤县设市                                     | 国函〔1987〕35号    | 1987年3月7日，山东省人民政府通知，莱阳市由烟台市代管（（87）鲁政函18号） |
| 诸城市                     | 潍坊市                         | 1987年4月20日              | 撤县设市                                     | 国函〔1987〕69号    | 1987年，山东省人民政府通知，诸城市由潍坊市代管 |
| 莱州市                     | 烟台市                         | 1988年2月24日              | 撤县设市（原掖县）                           | 国函〔1988〕32号    | 1988年3月31日，山东省人民政府通知，莱州市由烟台市代管（（88）鲁政函25号） |
| 滕州市                     | 枣庄市                         | 1988年3月7日               | 撤县设市（原滕县）                           | 国函〔1988〕43号    | 1988年3月31日，山东省人民政府通知，滕州市由枣庄市代管（（88）鲁政函24号） |
| 乐陵市                     | 德州地区→德州市                | 1988年9月1日               | 撤县设市                                     | 民行批〔1988〕22号  | 1994年，山东省人民政府通知，乐陵市由德州市代管 |
| 荣成市                     | 威海市                         | 1988年11月1日              | 撤县设市                                     | 民行批〔1988〕47号  | 1988年，山东省人民政府通知，荣成市由威海市代管 |
| 平度市                     | 青岛市                         | 1989年7月27日              | 撤县设市                                     | 民行批〔1989〕4号   | 1989年，山东省人民政府通知，平度市由青岛市代管 |
| 莱西市                     | 青岛市                         | 1990年12月18日             | 撤县设市                                     | 民行批〔1990〕118号 | 1991年1月7日，山东省人民政府通知，莱西市由青岛市代管（（91）鲁政函4号） |
| 招远市                     | 烟台市                         | 1991年12月21日             | 撤县设市                                     | 民行批〔1991〕94号  | 1992年，山东省人民政府通知，招远市由烟台市代管（（92）鲁政函5号） |
| 肥城市                     | 泰安市                         | 1992年8月1日               | 撤县设市                                     | 民行批〔1992〕83号  | 1992年8月17日，山东省人民政府通知，肥城市由泰安市代管（（92）鲁政函121号） |
| 邹城市                     | 济宁市                         | 1992年10月4日              | 撤县设市（原邹县）                           | 民行批〔1992〕110号 | 1992年10月6日，山东省人民政府通知，邹城市由济宁市代管（（92）鲁政函155号） |
| 寿光市                     | 潍坊市                         | 1993年6月1日               | 撤县设市                                     | 民行批〔1993〕116号 | 1993年6月23日，山东省人民政府通知，寿光市由潍坊市代管 |
| 乳山市                     | 威海市                         | 1993年7月17日              | 撤县设市                                     | 民行批〔1993〕153号 | 1993年7月25日，山东省人民政府通知，乳山市由威海市代管 |
| 禹城市                     | 德州地区→德州市                | 1993年9月9日               | 撤县设市                                     | 民行批〔1993〕181号 | 1994年，山东省人民政府通知，禹城市由德州市代管 |
| 安丘市                     | 潍坊市                         | 1994年1月18日              | 撤县设市                                     | 民行批〔1994〕7号   | 1994年，山东省人民政府通知，安丘市由潍坊市代管 |
| 高密市                     | 潍坊市                         | 1994年5月18日              | 撤县设市                                     | 民行批〔1994〕82号  | 1994年，山东省人民政府通知，高密市由潍坊市代管 |
| 昌邑市                     | 潍坊市                         | 1994年6月10日              | 撤县设市                                     | 民行批〔1994〕92号  | 1994年，山东省人民政府通知，昌邑市由潍坊市代管 |
| 栖霞市                     | 烟台市                         | 1995年11月30日             | 撤县设市                                     | 民行批〔1995〕78号  | 1995年，山东省人民政府通知，栖霞市由烟台市代管（鲁政字〔1995〕189号） |
| 海阳市                     | 烟台市                         | 1996年4月29日              | 撤县设市                                     | 民行批〔1996〕27号  | 1996年，山东省人民政府通知，海阳市由烟台市代管 |
| 邹平市                     | 滨州市                         | 2018年7月2日               | 撤县设市                                     | 民函〔2018〕105号   | 民政部批复中确定邹平市由滨州市代管 |
| 河南省（共21个）           |                                |                            |                                              |                     | |
| 义马市                     | 洛阳地区→三门峡市              | 1981年4月4日               | 改原义马矿区设置                             | （81）国函字34号    | 1986年2月18日，河南省人民政府通知，义马市由三门峡市代管（豫政〔1986〕12号） |
| 汝州市                     | 平顶山市                       | 1988年6月25日              | 撤县设市（原临汝县）                         | 民行批〔1988〕10号  | 1988年8月1日，河南省人民政府通知，汝州市由平顶山市代管（豫政〔1988〕68号） |
| 禹州市                     | 许昌市                         | 1988年6月25日              | 撤县设市（原禹县）                           | 民行批〔1988〕10号  | 1988年8月1日，河南省人民政府通知，禹州市由许昌市代管（豫政〔1988〕68号） |
| 济源市                     | 焦作市→河南省直辖              | 1988年6月25日              | 撤县设市                                     | 民行批〔1988〕10号  | 1988年8月1日，河南省人民政府通知，济源市由焦作市代管（豫政〔1988〕68号）；1996年12月26日，中共河南省委、河南省人民政府决定，由1997年1月1日起，原由焦作市代管的济源市改由河南省直辖（豫文〔1996〕89号）                                                                                       |
| 卫辉市                     | 新乡市                         | 1988年10月8日              | 撤县设市（原汲县）                           | 民行批〔1988〕36号  | 1988年10月24日，河南省人民政府通知，卫辉市由新乡市代管 |
| 辉县市                     | 新乡市                         | 1988年10月11日             | 撤县设市（原辉县）                           | 民行批〔1988〕40号  | 1988年10月29日，河南省人民政府通知，辉县市由新乡市代管 |
| 邓州市                     | 南阳地区→南阳市                | 1988年11月17日             | 撤县设市（原邓县）                           | 民行批〔1988〕50号  | 1994年8月7日，河南省人民政府通知，邓州市由南阳市代管（豫政文〔1994〕216号） |
| 沁阳市                     | 焦作市                         | 1989年9月27日              | 撤县设市                                     | 民行批〔1989〕17号  | 1989年11月15日，河南省人民政府通知，沁阳市由焦作市代管（豫政〔1989〕129号） |
| 舞钢市                     | 平顶山市                       | 1990年9月4日               | 改原平顶山市舞钢区设置                       | 民行批〔1990〕83号  | 1990年10月11日，河南省人民政府通知，舞钢市由平顶山市代管 |
| 巩义市                     | 郑州市                         | 1991年6月12日              | 撤县设市（原巩县）                           | 民行批〔1991〕13号  | 1991年7月20日，河南省人民政府通知，巩义市由郑州市代管（豫政〔1991〕77号） |
| 灵宝市                     | 三门峡市                       | 1993年5月12日              | 撤县设市                                     | 民行批〔1993〕92号  | 1993年6月8日，河南省人民政府通知，灵宝市由三门峡市代管（豫政〔1993〕45号） |
| 长葛市                     | 许昌市                         | 1993年12月14日             | 撤县设市                                     | 民行批〔1993〕245号 | 1993年，河南省人民政府通知，长葛市由许昌市代管 |
| 项城市                     | 周口地区→周口市                | 1993年12月16日             | 撤县设市                                     | 民行批〔1993〕247号 | 2000年7月27日，河南省人民政府通知，项城市由周口市代管（豫政〔2000〕48号） |
| 林州市                     | 安阳市                         | 1994年1月24日              | 撤县设市（原林县）                           | 民行批〔1994〕25号  | 1994年，河南省人民政府通知，林州市由安阳市代管 |
| 新密市                     | 郑州市                         | 1994年4月5日               | 撤县设市（原密县）                           | 民行批〔1994〕51号  | 1994年4月20日，河南省人民政府通知，新密市由郑州市代管（豫政〔1994〕84号） |
| 荥阳市                     | 郑州市                         | 1994年4月5日               | 撤县设市                                     | 民行批〔1994〕52号  | 1994年4月12日，河南省人民政府通知，荥阳市由郑州市代管（豫政〔1994〕85号） |
| 新郑市                     | 郑州市                         | 1994年5月16日              | 撤县设市                                     | 民行批〔1994〕79号  | 1994年，河南省人民政府通知，新郑市由郑州市代管 |
| 登封市                     | 郑州市                         | 1994年5月30日              | 撤县设市                                     | 民行批〔1994〕85号  | 1994年，河南省人民政府通知，登封市由郑州市代管 |
| 孟州市                     | 焦作市                         | 1996年4月29日              | 撤县设市（原孟县）                           | 民行批〔1996〕30号  | 1996年5月20日，河南省人民政府通知，孟州市由焦作市代管 |
| 永城市                     | 商丘地区→商丘市                | 1996年10月11日             | 撤县设市                                     | 民行批〔1996〕76号  | 1997年7月11日，河南省人民政府通知，永城市由商丘市代管（豫政〔1997〕144号） |
| 长垣市                     | 新乡市                         | 2019年7月12日              | 撤县设市                                     | 民函〔2019〕74号    | 民政部批复中确定长垣市由新乡市代管 |
| 湖北省（共26个）           |                                |                            |                                              |                     | |
| 老河口市                   | 襄阳地区→襄阳市                | 1979年11月16日             | 由光化县析置                                 | 国发〔1979〕269号   | 1983年8月19日与光化县合并（（83）国函字164号）；1983年，湖北省人民政府通知，老河口市由襄樊市（2010年更名为襄阳市）代管 |
| 恩施市                     | 恩施土家族苗族自治州           | 1981年11月7日              | 由恩施县析置                                 |                     | 1983年8月19日与恩施县合并（（83）国函字164号）；恩施土家族苗族自治州政府驻地 |
| 丹江口市                   | 郧阳地区→十堰市                | 1983年8月19日              | 撤县设市（原均县）                           | （83）国函字164号   | 1994年10月22日，湖北省人民政府通知，丹江口市由十堰市代管（鄂政发〔1994〕142号） |
| 应城市                     | 孝感地区→孝感市                | 1986年5月27日              | 撤县设市                                     | 国函〔1986〕70号    | 1993年5月20日，湖北省人民政府通知，应城市由孝感市代管（鄂政函〔1993〕37号） |
| 赤壁市                     | 咸宁地区→咸宁市                | 1986年5月27日              | 撤县设市（蒲圻市）                           | 国函〔1986〕70号    | 1998年6月11日，蒲圻市更名为赤壁市（民行批〔1998〕22号）；1998年12月22日，湖北省人民政府通知，赤壁市由咸宁市代管（鄂政发〔1998〕90号） |
| 仙桃市                     | 荆州地区→湖北省直辖            | 1986年5月27日              | 撤县设市（原沔阳县）                         | 国函〔1986〕70号    | 1994年9月29日，国务院批复撤销荆州地区（国函〔1994〕99号）；1994年10月22日，湖北省人民政府通知，仙桃市由湖北省直辖（鄂政发〔1994〕143号） |
| 石首市                     | 荆州地区→荆州市                | 1986年5月27日              | 撤县设市                                     | 国函〔1986〕70号    | 1994年10月22日，湖北省人民政府通知，石首市由荆沙市（1996年更名为荆州市）代管（鄂政发〔1994〕143号） |
| 麻城市                     | 黄冈地区→黄冈市                | 1986年5月27日              | 撤县设市                                     | 国函〔1986〕70号    | 1996年3月26日，湖北省人民政府通知，麻城市由黄冈市代管（鄂政发〔1996〕25号） |
| 利川市                     | 恩施土家族苗族自治州           | 1986年5月27日              | 撤县设市                                     | 国函〔1986〕70号    | |
| 洪湖市                     | 荆州地区→荆州市                | 1987年7月31日              | 撤县设市                                     | 国函〔1987〕130号   | 1994年10月22日，湖北省人民政府通知，洪湖市由荆沙市（1996年更名为荆州市）代管（鄂政发〔1994〕143号） |
| 天门市                     | 荆州地区→湖北省直辖            | 1987年8月3日               | 撤县设市                                     | 国函〔1987〕135号   | 1994年9月29日，国务院批复撤销荆州地区（国函〔1994〕99号）；1994年10月22日，湖北省人民政府通知，天门市由湖北省直辖（鄂政发〔1994〕143号） |
| 安陆市                     | 孝感地区→孝感市                | 1987年9月4日               | 撤县设市                                     | 国函〔1987〕154号   | 1993年5月20日，湖北省人民政府通知，安陆市由孝感市代管（鄂政函〔1993〕37号） |
| 武穴市                     | 黄冈地区→黄冈市                | 1987年10月23日             | 撤县设市（原广济县）                         | 国函〔1987〕170号   | 1996年3月26日，湖北省人民政府通知，武穴市由黄冈市代管（鄂政发〔1996〕25号） |
| 宜都市                     | 宜昌地区→宜昌市                | 1987年11月30日             | 撤县设市（撤销宜都县，设立枝城市）           | 国函〔1987〕191号   | 1992年8月13日，湖北省人民政府通知，枝城市由宜昌市代管（鄂政函〔1992〕56号）；1998年6月11日，枝城市更名为宜都市（民行批〔1998〕21号） |
| 枣阳市                     | 襄阳市                         | 1988年1月8日               | 撤县设市                                     | 国函〔1988〕7号     | 1988年，湖北省人民政府通知，枣阳市由襄樊市（2010年更名为襄阳市）代管 |
| 潜江市                     | 荆州地区→湖北省直辖            | 1988年5月25日              | 撤县设市                                     | 民行批〔1988〕7号   | 1994年9月29日，国务院批复撤销荆州地区（国函〔1994〕99号）；1994年10月22日，湖北省人民政府通知，潜江市由湖北省直辖（鄂政发〔1994〕143号） |
| 广水市                     | 孝感地区→孝感市→随州市         | 1988年10月11日             | 撤县设市（原应山县）                         | 民行批〔1988〕38号  | 1993年5月20日，湖北省人民政府通知，广水市由孝感市代管（鄂政函〔1993〕37号）；2000年7月15日，湖北省人民政府通知，原由孝感市代管的广水市改由随州市代管（鄂政文〔2000〕36号） |
| 当阳市                     | 宜昌地区→宜昌市                | 1988年10月22日             | 撤县设市                                     | 民行批〔1988〕44号  | 1992年8月13日，湖北省人民政府通知，当阳市由宜昌市代管（鄂政函〔1992〕56号） |
| 钟祥市                     | 荆州地区→荆州市→荆门市         | 1992年5月20日              | 撤县设市                                     | 民行批〔1992〕48号  | 1994年10月22日，湖北省人民政府通知，钟祥市由荆沙市（1996年更名为荆州市）代管（鄂政发〔1994〕143号）；1996年12月2日，国务院批复，原由荆州市代管的钟祥市改由荆门市代管（国函〔1996〕111号） |
| 大冶市                     | 黄石市                         | 1994年2月18日              | 撤县设市                                     | 民行批〔1994〕29号  | 1994年12月19日，湖北省人民政府通知，大冶市由黄石市代管（鄂政办发〔1994〕119号） |
| 宜城市                     | 襄阳市                         | 1994年6月10日              | 撤县设市                                     | 民行批〔1994〕93号  | 1994年7月6日，湖北省人民政府通知，宜城市由襄樊市（2010年更名为襄阳市）代管（鄂政办发〔1994〕69号） |
| 松滋市                     | 荆州市                         | 1995年12月29日             | 撤县设市                                     | 民行批〔1995〕86号  | 1996年2月17日，湖北省人民政府通知，松滋市由荆州市代管（鄂政办发〔1996〕23号） |
| 枝江市                     | 宜昌市                         | 1996年7月30日              | 撤县设市                                     | 民行批〔1996〕51号  | 1996年10月5日，湖北省人民政府通知，枝江市由宜昌市代管（鄂政办发〔1996〕134号） |
| 汉川市                     | 孝感市                         | 1997年3月12日              | 撤县设市                                     | 民行批〔1997〕5号   | 1997年4月4日，湖北省人民政府通知，汉川市由孝感市代管（鄂政办发〔1997〕43号） |
| 京山市                     | 荆门市                         | 2018年2月22日              | 撤县设市                                     | 民函〔2018〕51号    | 民政部批复中确定京山市由荆门市代管 |
| 监利市                     | 荆州市                         | 2020年6月12日              | 撤县设市                                     | 民函〔2020〕64号    | 民政部批复中确定监利市由荆州市代管 |
| 湖南省（共19个）           |                                |                            |                                              |                     | |
| 洪江市                     | 怀化地区→怀化市                | 1979年9月1日               | 由黔阳县析置                                 |                     | 1997年11月29日与黔阳县合并（国函〔1997〕105号）；1998年1月15日，湖南省人民政府通知，洪江市由怀化市代管（湘政函〔1998〕6号） |
| 津市市                     | 常德地区→常德市                | 1979年12月19日             | 由澧县析置                                   | 国发〔1979〕290号   | 1988年4月18日，湖南省人民政府通知，津市市由常德市代管（湘政函〔1988〕22号） |
| 吉首市                     | 湘西土家族苗族自治州           | 1982年8月3日               | 撤县设市                                     | （82）国函字157号   | 湘西土家族苗族自治州政府驻地 |
| 冷水江市                   | 娄底地区→娄底市                | 1983年7月13日              | 改原邵阳市冷水江区设置                       | （83）国函字137号   | 1999年3月18日，湖南省人民政府通知，冷水江市由娄底市代管（湘政函〔1999〕37号） |
| 资兴市                     | 郴州地区→郴州市                | 1984年12月20日             | 撤县设市                                     | （84）国函字184号   | 1994年，湖南省人民政府通知，资兴市由郴州市代管 |
| 醴陵市                     | 株洲市                         | 1985年5月24日              | 撤县设市                                     | （85）国函字76号    | 1985年，湖南省人民政府通知，醴陵市由株洲市代管 |
| 湘乡市                     | 湘潭市                         | 1986年9月12日              | 撤县设市                                     | 国函〔1986〕119号   | 1986年，湖南省人民政府通知，湘乡市由湘潭市代管 |
| 耒阳市                     | 衡阳市                         | 1986年11月11日             | 撤县设市                                     | 国函〔1986〕170号   | 1986年，湖南省人民政府通知，耒阳市由衡阳市代管 |
| 涟源市                     | 娄底地区→娄底市                | 1987年6月10日              | 撤县设市                                     | 国函〔1987〕103号   | 1999年3月18日，湖南省人民政府通知，涟源市由娄底市代管（湘政函〔1999〕37号） |
| 汨罗市                     | 岳阳市                         | 1987年9月23日              | 撤县设市                                     | 国函〔1987〕160号   | 1987年10月5日，湖南省人民政府通知，汨罗市由岳阳市代管（湘政函〔1987〕40号） |
| 沅江市                     | 益阳市                         | 1988年10月11日             | 撤县设市                                     | 民行批〔1988〕37号  | 1994年，湖南省人民政府通知，沅江市由益阳市代管 |
| 韶山市                     | 湘潭市                         | 1990年12月26日             | 改原湘潭市韶山区设置                         | 民行批〔1990〕116号 | 1991年，湖南省人民政府通知，韶山市由湘潭市代管 |
| 临湘市                     | 岳阳市                         | 1992年9月1日               | 撤县设市                                     | 民行批〔1992〕96号  | 1992年10月31日，湖南省人民政府通知，临湘市由岳阳市代管（湘政函〔1992〕88号） |
| 浏阳市                     | 长沙市                         | 1993年1月16日              | 撤县设市                                     | 民行批〔1993〕6号   | 1993年，湖南省人民政府通知，浏阳市由长沙市代管 |
| 武冈市                     | 邵阳市                         | 1994年2月18日              | 撤县设市                                     | 民行批〔1994〕31号  | 1994年3月16日，湖南省人民政府通知，武冈市由邵阳市代管（湘政函〔1994〕4号） |
| 常宁市                     | 衡阳市                         | 1996年11月26日             | 撤县设市                                     | 民行批〔1996〕86号  | 1996年，湖南省人民政府通知，常宁市由衡阳市代管（湘政函〔1996〕200号） |
| 宁乡市                     | 长沙市                         | 2017年4月9日               | 撤县设市                                     | 民函〔2017〕73号    | 民政部批复中确定宁乡市由长沙市代管 |
| 邵东市                     | 邵阳市                         | 2019年7月12日              | 撤县设市                                     | 民函〔2019〕71号    | 民政部批复中确定邵东市由邵阳市代管 |
| 祁阳市                     | 永州市                         | 2021年1月20日              | 撤县设市                                     | 民函〔2021〕?号     | 民政部批复中确定祁阳市由永州市代管 |
| 广东省（共20个）           |                                |                            |                                              |                     | |
| 台山市                     | 江门市                         | 1992年4月17日              | 撤县设市                                     | 民行批〔1992〕41号  | 1992年4月30日，广东省人民政府通知，台山市由江门市代管（粤民基〔1992〕102号） |
| 开平市                     | 江门市                         | 1993年1月5日               | 撤县设市                                     | 民行批〔1993〕1号   | 1993年1月5日，广东省人民政府通知，开平市由江门市代管（粤民基〔1993〕1号） |
| 普宁市                     | 揭阳市                         | 1993年4月6日               | 撤县设市                                     | 民行批〔1993〕71号  | 1993年，广东省人民政府通知，普宁市由揭阳市代管 |
| 罗定市                     | 肇庆市→云浮市                  | 1993年4月8日               | 撤县设市                                     | 民行批〔1993〕72号  | 1993年，广东省人民政府通知，罗定市由肇庆市代管；1994年4月28日，广东省人民政府通知，原由肇庆市代管的罗定市改由云浮市代管（粤民基〔1993〕1号） |
| 高州市                     | 茂名市                         | 1993年6月8日               | 撤县设市                                     | 民行批〔1993〕126号 | 1993年，广东省人民政府通知，高州市由茂名市代管 |
| 鹤山市                     | 江门市                         | 1993年11月8日              | 撤县设市                                     | 民行批〔1993〕208号 | 1993年，广东省人民政府通知，鹤山市由江门市代管 |
| 四会市                     | 肇庆市                         | 1993年11月25日             | 撤县设市                                     | 民行批〔1993〕236号 | 1993年11月27日，广东省人民政府通知，四会市由肇庆市代管（粤民基〔1993〕417号） |
| 廉江市                     | 湛江市                         | 1993年12月10日             | 撤县设市                                     | 民行批〔1993〕241号 | 1993年，广东省人民政府通知，廉江市由湛江市代管 |
| 英德市                     | 清远市                         | 1994年1月12日              | 撤县设市                                     | 民行批〔1994〕3号   | 1994年，广东省人民政府通知，英德市由清远市代管 |
| 恩平市                     | 江门市                         | 1994年2月28日              | 撤县设市                                     | 民行批〔1994〕33号  | 1994年，广东省人民政府通知，恩平市由江门市代管 |
| 连州市                     | 清远市                         | 1994年4月22日              | 撤县设市（原连县）                           | 民行批〔1994〕59号  | 1994年，广东省人民政府通知，英德市由清远市代管 |
| 雷州市                     | 湛江市                         | 1994年4月26日              | 撤县设市（原海康县）                         | 民行批〔1994〕64号  | 1994年，广东省人民政府通知，雷州市由湛江市代管 |
| 乐昌市                     | 韶关市                         | 1994年4月28日              | 撤县设市                                     | 民行批〔1994〕66号  | 1994年5月6日，广东省人民政府通知，乐昌市由韶关市代管 |
| 阳春市                     | 阳江市                         | 1994年5月5日               | 撤县设市                                     | 民行批〔1994〕67号  | 1994年5月7日，广东省人民政府通知，阳春市由阳江市代管（粤民基〔1994〕32号） |
| 吴川市                     | 湛江市                         | 1994年5月26日              | 撤县设市                                     | 民行批〔1994〕84号  | 1994年5月30日，广东省人民政府通知，吴川市由湛江市代管（粤民基〔1994〕40号） |
| 兴宁市                     | 梅州市                         | 1994年6月6日               | 撤县设市                                     | 民行批〔1994〕89号  | 1994年，广东省人民政府通知，兴宁市由梅州市代管 |
| 化州市                     | 茂名市                         | 1994年7月4日               | 撤县设市                                     | 民行批〔1994〕95号  | 1994年7月14日，广东省人民政府通知，化州市由茂名市代管 |
| 陆丰市                     | 汕尾市                         | 1995年1月19日              | 撤县设市                                     | 民行批〔1995〕5号   | 1995年1月23日，广东省人民政府通知，陆丰市由汕尾市代管（粤民基〔1995〕1号） |
| 信宜市                     | 茂名市                         | 1995年9月11日              | 撤县设市                                     | 民行批〔1995〕62号  | 1995年9月18日，广东省人民政府通知，信宜市由茂名市代管（粤民基〔1995〕39号） |
| 南雄市                     | 韶关市                         | 1996年6月17日              | 撤县设市                                     | 民行批〔1996〕46号  | 1996年6月25日，广东省人民政府通知，南雄市由韶关市代管 |
| 广西壮族自治区（共10个）   |                                |                            |                                              |                     | |
| 凭祥市                     | 南宁地区→崇左市                | 1961年5月27日              | 由宁明县析置                                 |                     | 2003年1月28日，广西壮族自治区人民政府通知，凭祥市由崇左市代管（桂政发〔2003〕4号） |
| 合山市                     | 柳州地区→来宾市                | 1981年6月29日              | 由来宾县析置                                 | （81）国函字73号    | 2002年11月19日，广西壮族自治区人民政府通知，合山市由来宾市代管（桂政发〔2002〕58号） |
| 北流市                     | 玉林地区→玉林市                | 1994年4月18日              | 撤县设市                                     | 民行批〔1994〕60号  | 1997年5月9日，广西壮族自治区人民政府通知，北流市由玉林市代管（桂政发〔1997〕39号） |
| 桂平市                     | 玉林地区→贵港市                | 1994年5月18日              | 撤县设市                                     | 民行批〔1994〕80号  | 1996年1月3日，广西壮族自治区人民政府通知，桂平市由贵港市代管（桂政发〔1996〕1号） |
| 岑溪市                     | 梧州地区→梧州市                | 1995年9月11日              | 撤县设市                                     | 民行批〔1995〕63号  | 1997年4月，广西壮族自治区人民政府通知，岑溪市由梧州市代管 |
| 东兴市                     | 防城港市                       | 1996年4月29日              | 由防城港市防城区析置                         | 民行批〔1996〕26号  | 1996年6月3日，广西壮族自治区人民政府通知，东兴市由防城港市代管（桂政发〔1996〕42号） |
| 靖西市                     | 百色市                         | 2015年8月1日               | 撤县设市                                     | 民函〔2015〕247号   | 民政部批复中确定靖西市由百色市代管 |
| 荔浦市                     | 桂林市                         | 2018年7月2日               | 撤县设市                                     | 民函〔2018〕106号   | 民政部批复中确定荔浦市由桂林市代管 |
| 平果市                     | 百色市                         | 2019年11月20日             | 撤县设市                                     | 民函〔2019〕122号   | 民政部批复中确定平果市由百色市代管 |
| 横州市                     | 南宁市                         | 2021年1月20日              | 撤县设市（原横县）                           | 民函〔2021〕7号     | 民政部批复中确定横州市由南宁市代管 |
| 海南省（共5个）            |                                |                            |                                              |                     | |
| 五指山市                   | 海南黎族苗族自治州→海南省直辖  | 1986年6月12日              | 由乐东、保亭、琼中三县析置（通什市）         | 国函〔1986〕80号    | 2001年7月5日，通什市更名为五指山市（民发〔2001〕170号） |
| 琼海市                     | 海南省直辖                     | 1992年11月6日              | 撤县设市                                     | 民行批〔1992〕132号 | |
| 文昌市                     | 海南省直辖                     | 1995年11月7日              | 撤县设市                                     | 民行批〔1995〕77号  | |
| 万宁市                     | 海南省直辖                     | 1996年8月5日               | 撤县设市                                     | 民行批〔1996〕53号  | |
| 东方市                     | 海南省直辖                     | 1997年3月12日              | 撤自治县设市（原东方黎族自治县）             | 民行批〔1997〕4号   | |
| 四川省（共19个）           |                                |                            |                                              |                     | |
| 西昌市                     | 凉山彝族自治州                 | 1979年7月19日              | 由西昌县析置                                 | 国发〔1979〕181号   | 1986年6月6日与西昌县合并（国函〔1986〕76号）；凉山彝族自治州政府驻地 |
| 华蓥市                     | 南充地区→广安地区→广安市       | 1985年2月4日               | 改原华云工农区设置                           | （85）国函字18号    | 1998年9月14日，四川省人民政府通知，华蓥市由广安市代管（川府函〔1998〕497号） |
| 江油市                     | 绵阳市                         | 1988年2月24日              | 撤县设市                                     | 国函〔1988〕29号    | 1988年，四川省人民政府通知，江油市由绵阳市代管 |
| 广汉市                     | 德阳市                         | 1988年2月24日              | 撤县设市                                     | 国函〔1988〕30号    | 1988年4月29日，四川省人民政府通知，广汉市由德阳市代管（川府函〔1988〕149号） |
| 都江堰市                   | 成都市                         | 1988年3月3日               | 撤县设市（原灌县）                           | 国函〔1988〕35号    | 1988年4月29日，四川省人民政府通知，广汉市由德阳市代管（川府函〔1988〕149号） |
| 峨眉山市                   | 乐山市                         | 1988年9月14日              | 撤县设市（原峨眉县）                         | 民行批〔1988〕29号  | 1988年，四川省人民政府通知，峨眉山市由乐山市代管 |
| 阆中市                     | 南充地区→南充市                | 1991年1月12日              | 撤县设市                                     | 民行批〔1991〕2号   | 1993年，四川省人民政府通知，阆中市由南充市代管 |
| 万源市                     | 达川地区→达州市                | 1993年7月14日              | 由万源县、白沙工农区合并设置                 | 民行批〔1993〕151号 | 1999年6月30日，四川省人民政府通知，万源市由达州市代管 |
| 彭州市                     | 成都市                         | 1993年11月18日             | 撤县设市（原彭县）                           | 民行批〔1993〕232号 | 1993年12月1日，四川省人民政府通知，彭州市由成都市代管（川府函〔1993〕232号） |
| 简阳市                     | 内江市→资阳地区 →资阳市→成都市 | 1994年4月5日               | 撤县设市                                     | 民行批〔1994〕53号  | 1994年4月20日，四川省人民政府通知，简阳市由内江市代管（川府函〔1994〕142号）；1998年2月26日，简阳市划归资阳地区管辖（国函〔1998〕15号）；2000年7月6日，四川省人民政府通知，简阳市由资阳市代管（川府函〔2000〕196号）；2016年5月3日，原由资阳市代管的简阳市改由成都市代管（国函〔2016〕78号） |
| 邛崃市                     | 成都市                         | 1994年6月6日               | 撤县设市                                     | 民行批〔1994〕88号  | 1994年6月19日，四川省人民政府通知，邛崃市由成都市代管（川府函〔1994〕247号） |
| 崇州市                     | 成都市                         | 1994年6月10日              | 撤县设市（原崇庆县）                         | 民行批〔1994〕91号  | 1994年6月20日，四川省人民政府通知，崇州市由成都市代管（川府函〔1994〕270号） |
| 什邡市                     | 德阳市                         | 1995年10月27日             | 撤县设市                                     | 民行批〔1995〕76号  | 1995年11月8日，四川省人民政府通知，什邡市由德阳市代管（川府函〔1995〕456号） |
| 绵竹市                     | 德阳市                         | 1996年10月8日              | 撤县设市                                     | 民行批〔1996〕72号  | 1996年10月15日，四川省人民政府通知，绵竹市由德阳市代管（川府函〔1996〕650号） |
| 康定市                     | 甘孜藏族自治州                 | 2015年2月17日              | 撤县设市                                     | 民函〔2015〕70号    | 甘孜藏族自治州政府驻地 |
| 马尔康市                   | 阿坝藏族羌族自治州             | 2015年11月2日              | 撤县设市                                     | 民函〔2015〕321号   | 阿坝藏族羌族自治州政府驻地 |
| 隆昌市                     | 内江市                         | 2017年4月9日               | 撤县设市                                     | 民函〔2017〕72号    | 民政部批复中确定隆昌市由内江市代管 |
| 射洪市                     | 遂宁市                         | 2019年7月12日              | 撤县设市                                     | 民函〔2019〕72号    | 民政部批复中确定射洪市由遂宁市代管 |
| 会理市                     | 凉山彝族自治州                 | 2021年1月20日              | 撤县设市                                     | 民函〔2021〕?号     | |
| 贵州省（共10个）           |                                |                            |                                              |                     | |
| 都匀市                     | 黔南布依族苗族自治州           | 1966年3月9日               | 由都匀县析置                                 | (66)国议字60号      | 1983年8月19日与都匀县合并（（83）国函字161号）；黔南布依族苗族自治州政府驻地 |
| 凯里市                     | 黔东南苗族侗族自治州           | 1983年8月19日              | 撤县设市                                     | （83）国函字162号   | 黔东南苗族侗族自治州政府驻地 |
| 兴义市                     | 黔西南布依族苗族自治州         | 1987年11月6日              | 撤县设市                                     | 国函〔1987〕176号   | 黔西南布依族苗族自治州政府驻地 |
| 赤水市                     | 遵义地区→遵义市                | 1990年9月30日              | 撤县设市                                     | 民行批〔1990〕94号  | 1997年7月8日，贵州省人民政府通知，赤水市由遵义市代管（黔府发〔1997〕31号） |
| 清镇市                     | 安顺地区→贵阳市                | 1992年11月6日              | 撤县设市                                     | 民行批〔1992〕131号 | 1995年12月22日，贵州省人民政府通知，清镇市由贵阳市代管（黔府发〔1995〕56号） |
| 仁怀市                     | 遵义地区→遵义市                | 1995年11月30日             | 撤县设市                                     | 民行批〔1995〕79号  | 1997年7月8日，贵州省人民政府通知，仁怀市由遵义市代管（黔府发〔1997〕31号） |
| 福泉市                     | 黔南布依族苗族自治州           | 1996年12月2日              | 撤县设市                                     | 民行批〔1996〕88号  | |
| 盘州市                     | 六盘水市                       | 2017年4月9日               | 撤县设市（原盘县）                           | 民函〔2017〕74号    | 民政部批复中确定盘州市由六盘水市代管 |
| 兴仁市                     | 黔西南布依族苗族自治州         | 2018年7月2日               | 撤县设市                                     | 民函〔2018〕107号   | |
| 黔西市                     | 毕节市                         | 2021年1月20日              | 撤县设市                                     | 民函〔2021〕9号     | 民政部批复中确定黔西市由毕节市代管 |
| 云南省（共18个）           |                                |                            |                                              |                     | |
| 个旧市                     | 红河哈尼族彝族自治州           | 1958年9月16日              | 改地级市为县级市                             |                     | |
| 开远市                     | 红河哈尼族彝族自治州           | 1981年1月18日              | 撤县设市                                     |                     | |
| 大理市                     | 大理白族自治州                 | 1983年9月9日               | 由原大理县、下关市二县市合并设立             | （83）国函字189号   | 大理白族自治州政府驻地 |
| 楚雄市                     | 楚雄彝族自治州                 | 1983年9月9日               | 撤县设市                                     | （83）国函字189号   | 楚雄彝族自治州政府驻地 |
| 瑞丽市                     | 德宏傣族景颇族自治州           | 1992年6月26日              | 撤县设市                                     | 民行批〔1992〕69号  | 1999年1月2日与畹町市合并（国函〔1999〕1号） |
| 景洪市                     | 西双版纳傣族自治州             | 1993年12月22日             | 撤县设市                                     | 民行批〔1993〕256号 | 西双版纳傣族自治州政府驻地 |
| 宣威市                     | 曲靖地区→曲靖市                | 1994年2月18日              | 撤县设市                                     | 民行批〔1994〕32号  | 1997年6月6日，云南省人民政府通知，宣威市由曲靖市代管（云政发〔1997〕90号） |
| 安宁市                     | 昆明市                         | 1995年10月13日             | 撤县设市                                     | 民行批〔1995〕69号  | 1995年11月9日，云南省人民政府通知，安宁市由昆明市代管（云政发〔1995〕166号） |
| 芒市                       | 德宏傣族景颇族自治州           | 1996年10月28日             | 撤县设市（潞西市）                           | 民行批〔1996〕80号  | 2010年7月12日，潞西市更名为芒市（民函〔2010〕166号）；德宏傣族景颇族自治州政府驻地 |
| 蒙自市                     | 红河哈尼族彝族自治州           | 2010年9月10日              | 撤县设市                                     | 民函〔2010〕219号   | 红河哈尼族彝族自治州政府驻地 |
| 文山市                     | 文山壮族苗族自治州             | 2010年12月2日              | 撤县设市                                     | 民函〔2010〕295号   | 文山壮族苗族自治州政府驻地 |
| 弥勒市                     | 红河哈尼族彝族自治州           | 2013年1月24日              | 撤县设市                                     | 民函〔2013〕29号    | |
| 香格里拉市                 | 迪庆藏族自治州                 | 2014年12月16日             | 撤县设市                                     | 民函〔2014〕375号   | 迪庆藏族自治州政府驻地 |
| 腾冲市                     | 保山市                         | 2015年8月1日               | 撤县设市                                     | 民函〔2015〕248号   | 民政部批复中确定腾冲市由保山市代管 |
| 泸水市                     | 怒江傈僳族自治州               | 2016年6月16日              | 撤县设市                                     | 民函〔2016〕176号   | 怒江傈僳族自治州政府驻地 |
| 水富市                     | 昭通市                         | 2018年7月2日               | 撤县设市                                     | 民函〔2018〕108号   | 民政部批复中确定水富市由昭通市代管 |
| 澄江市                     | 玉溪市                         | 2019年11月20日             | 撤县设市                                     | 民函〔2019〕124号   | 民政部批复中确定澄江市由玉溪市代管 |
| 禄丰市                     | 楚雄彝族自治州                 | 2021年1月20日              | 撤县设市                                     | 民函〔2021〕?号     | |
| 西藏自治区（共2个）        |                                |                            |                                              |                     | |
| 米林市                     | 林芝市                         | 2023年4月3日西藏自治区公布 | 撤县设市                                     |                     | 批复中确定米林市由林芝市代管 |
| 错那市                     | 山南市                         | 2023年4月3日西藏自治区公布 | 撤县设市                                     |                     | 批复中确定错那市由山南市代管 |
| 陕西省（共7个）            |                                |                            |                                              |                     | |
| 韩城市                     | 渭南地区→渭南市                | 1983年9月9日               | 撤县设市                                     | （83）国函字187号   | 1995年1月8日，陕西省人民政府通知，韩城市由渭南市代管（陕政发〔1995〕3号） |
| 华阴市                     | 渭南地区→渭南市                | 1990年12月27日             | 撤县设市                                     | 民行批〔1990〕125号 | 1995年1月8日，陕西省人民政府通知，华阴市由渭南市代管（陕政发〔1995〕3号） |
| 兴平市                     | 咸阳市                         | 1993年6月18日              | 撤县设市                                     | 民行批〔1993〕133号 | 1993年，陕西省人民政府通知，兴平市由咸阳市代管（陕政办发〔1993〕57号） |
| 神木市                     | 榆林市                         | 2017年4月9日               | 撤县设市                                     | 民函〔2017〕71号    | 民政部批复中确定神木市由榆林市代管 |
| 彬州市                     | 咸阳市                         | 2018年2月22日              | 撤县设市（原彬县）                           | 民函〔2018〕47号    | 民政部批复中确定彬州市由咸阳市代管 |
| 子长市                     | 延安市                         | 2019年7月12日              | 撤县设市                                     | 民函〔2019〕73号    | 民政部批复中确定子长市由延安市代管 |
| 旬阳市                     | 安康市                         | 2021年1月20日              | 撤县设市                                     | 民函〔2021〕6号     | 民政部批复中确定旬阳市由安康市代管 |
| 甘肃省（共5个）            |                                |                            |                                              |                     | |
| 玉门市                     | 酒泉地区→酒泉市                | 1961年11月15日             | 改地级市为县级市                             |                     | 2002年7月18日，甘肃省人民政府通知，玉门市由酒泉市代管（甘政函〔2002〕87号） |
| 临夏市                     | 临夏回族自治州                 | 1983年8月31日              | 由临夏县析置                                 | （83）国函字174号   | 临夏回族自治州政府驻地 |
| 敦煌市                     | 酒泉地区→酒泉市                | 1987年8月21日              | 撤县设市                                     | 国函〔1987〕145号   | 2002年7月18日，甘肃省人民政府通知，敦煌市由酒泉市代管（甘政函〔2002〕87号） |
| 合作市                     | 甘南藏族自治州                 | 1996年5月28日              | 由夏河县析置                                 | 民行批〔1996〕35号  | 甘南藏族自治州政府驻地 |
| 华亭市                     | 平凉市                         | 2018年7月2日               | 撤县设市                                     | 民函〔2018〕109号   | 民政部批复中确定华亭市由平凉市代管 |
| 青海省（共5个）            |                                |                            |                                              |                     | |
| 格尔木市                   | 海西蒙古族藏族自治州           | 1980年6月14日              | 撤县设市                                     | 国发〔1980〕157号   | |
| 德令哈市                   | 海西蒙古族藏族自治州           | 1988年4月19日              | 由乌兰县析置                                 | 民行批〔1988〕1号   | 海西蒙古族藏族自治州政府驻地 |
| 玉树市                     | 玉树藏族自治州                 | 2013年7月3日               | 撤县设市                                     | 民函〔2013〕219号   | 玉树藏族自治州政府驻地 |
| 茫崖市                     | 海西蒙古族藏族自治州           | 2018年2月22日              | 由茫崖行政委员会和冷湖行政委员会合并设立     | 民函〔2018〕48号    | |
| 同仁市                     | 黄南藏族自治州                 | 2020年6月12日              | 撤县设市                                     | 民函〔2020〕63号    | 黄南藏族自治州政府驻地 |
| 宁夏回族自治区（共2个）    |                                |                            |                                              |                     | |
| 青铜峡市                   | 银南地区→吴忠市                | 1984年12月17日             | 撤县设市                                     | （84）国函字180号   | 1998年7月2日，宁夏回族自治区人民政府通知，青铜峡市由吴忠市代管 |
| 灵武市                     | 银南地区→吴忠市→银川市         | 1996年4月29日              | 撤县设市                                     | 民行批〔1996〕31号  | 1998年7月2日，宁夏回族自治区人民政府通知，青铜峡市由吴忠市代管；2002年10月25日，宁夏回族自治区人民政府决定，原由吴忠市代管的灵武市改由银川市代管（宁政发〔2002〕92号） |
| 新疆维吾尔自治区（共29个） |                                |                            |                                              |                     | |
| 伊宁市                     | 伊犁哈萨克自治州               | 1952年5月22日              | 由伊宁县析置                                 |                     | 伊犁哈萨克自治州政府驻地 |
| 喀什市                     | 喀什地区                       | 1952年5月22日              | 由疏附县析置                                 |                     | 喀什地区行政公署驻地 |
| 奎屯市                     | 伊犁哈萨克自治州               | 1975年8月29日              | 由乌苏县析置                                 | 国发〔1975〕139号   | |
| 石河子市                   | 新疆维吾尔自治区直辖           | 1976年1月2日               | 由沙湾县析置                                 | 国发〔1976〕1号     | 新疆生产建设兵团第八师管理 |
| 库尔勒市                   | 巴音郭楞蒙古自治州             | 1979年9月2日               | 由库尔勒县析置                               |                     | 1983年8月19日与库尔勒县合并（（83）国函字163号）；巴音郭楞蒙古自治州政府驻地 |
| 昌吉市                     | 昌吉回族自治州                 | 1983年7月21日              | 撤县设市                                     | （83）国函字142号   | 昌吉回族自治州政府驻地 |
| 阿克苏市                   | 阿克苏地区                     | 1983年8月19日              | 撤县设市                                     | （83）国函字163号   | 阿克苏地区行政公署驻地 |
| 和田市                     | 和田地区                       | 1983年9月9日               | 由和田县析置                                 | （83）国函字185号   | 和田地区行政公署驻地 |
| 塔城市                     | 塔城地区                       | 1984年11月17日             | 撤县设市                                     | （84）国函字158号   | 塔城地区行政公署驻地 |
| 阿勒泰市                   | 阿勒泰地区                     | 1984年11月17日             | 撤县设市                                     | （84）国函字160号   | 阿勒泰地区行政公署驻地 |
| 博乐市                     | 博尔塔拉蒙古自治州             | 1985年6月24日              | 撤县设市                                     | （85）国函字81号    | 博尔塔拉蒙古自治州政府驻地 |
| 阿图什市                   | 克孜勒苏柯尔克孜自治州         | 1986年6月7日               | 撤县设市                                     | 国函〔1986〕77号    | 克孜勒苏柯尔克孜自治州政府驻地 |
| 阜康市                     | 昌吉回族自治州                 | 1992年11月3日              | 撤县设市                                     | 民行批〔1992〕130号 | |
| 乌苏市                     | 塔城地区                       | 1996年7月10日              | 撤县设市                                     | 民行批〔1996〕47号  | |
| 阿拉尔市                   | 新疆维吾尔自治区直辖           | 2002年9月17日              | 由阿克苏地区析置                             | 国函〔2002〕81号    | 新疆生产建设兵团第一师管理 |
| 图木舒克市                 | 新疆维吾尔自治区直辖           | 2002年9月17日              | 由喀什地区析置                               | 国函〔2002〕82号    | 新疆生产建设兵团第三师管理 |
| 五家渠市                   | 新疆维吾尔自治区直辖           | 2002年9月17日              | 由昌吉回族自治州析置                         | 国函〔2002〕83号    | 新疆生产建设兵团第六师管理 |
| 北屯市                     | 新疆维吾尔自治区直辖           | 2011年12月20日             | 由阿勒泰地区析置                             | 国函〔2011〕161号   | 新疆生产建设兵团第十师管理 |
| 阿拉山口市                 | 博尔塔拉蒙古自治州             | 2012年12月17日             | 由博乐市、精河县析置                         | 国函〔2012〕205号   | |
| 铁门关市                   | 新疆维吾尔自治区直辖           | 2012年12月17日             | 由巴音郭楞蒙古自治州析置                     | 国函〔2012〕206号   | 新疆生产建设兵团第二师管理 |
| 双河市                     | 新疆维吾尔自治区直辖           | 2014年1月25日              | 由博尔塔拉蒙古自治州析置                     | 国函〔2014〕15号    | 新疆生产建设兵团第五师管理 |
| 霍尔果斯市                 | 伊犁哈萨克自治州               | 2014年6月26日              | 由霍城县析置                                 | 国函〔2014〕80号    | |
| 可克达拉市                 | 新疆维吾尔自治区直辖           | 2015年3月16日              | 由伊犁哈萨克自治州析置                       | 国函〔2015〕53号    | 新疆生产建设兵团第四师管理 |
| 昆玉市                     | 新疆维吾尔自治区直辖           | 2016年1月7日               | 由和田地区析置                               | 国函〔2016〕10号    | 新疆生产建设兵团第十四师管理 |
| 胡杨河市                   | 新疆维吾尔自治区直辖           | 2019年11月6日              | 由克拉玛依市、伊犁哈萨克自治州、塔城地区析置 | 国函〔2019〕107号   | 新疆生产建设兵团第七师管理 |
| 库车市                     | 阿克苏地区                     | 2019年11月20日             | 撤县设市                                     | 民函〔2019〕123号   | |
| 新星市                     | 新疆维吾尔自治区直辖           | 2021年1月12日              | 由哈密市析置                                 | 国函〔2021〕?号     | 新疆生产建设兵团第十三师管理 |
| 沙湾市                     | 塔城地区                       | 2021年1月20日              | 撤县设市                                     | 民函〔2021〕?号     | |
| 白杨市                     | 新疆维吾尔自治区直辖           | 2022年12月19日             | 由塔城地区析置                               | 国函〔2022〕?号     | 新疆生产建设兵团第九师管理 |

## 1982年地市改革后曾设置的县级市
| 县级市名称       | 上级行政区                  | 设立时间       | 设立方式             | 相关批文            | 撤销时间       | 撤销方式                           | 相关批文          |
| ---------------- | --------------------------- | -------------- | -------------------- | ------------------- | -------------- | ---------------------------------- | ----------------- |
| 河北省           |                             |                |                      |                     |                |                                    |                   |
| 廊坊市           | 廊坊地区                    | 1981年12月7日  | 由安次县析置         | （81）国函字？号    | 1988年9月13日  | 改设廊坊市安次区                   | 国函〔1988〕114号 |
| 衡水市           | 衡水地区                    | 1982年1月30日  | 由衡水县析置         | （82）国函字10号    | 1996年5月31日  | 改设衡水市桃城区                   | 国函〔1996〕39号  |
| 藁城市           | 石家庄地区→石家庄市         | 1989年7月27日  | 撤县设市             | 民行批〔1989〕7号   | 2014年9月9日   | 改设石家庄市藁城区                 | 国函〔2014〕122号 |
| 冀州市           | 衡水地区→衡水市             | 1993年9月22日  | 撤县设市（原冀县）   | 民行批〔1993〕185号 | 2016年6月8日   | 改设衡水市冀州区                   | 国函〔2016〕103号 |
| 丰南市           | 唐山市                      | 1994年4月5日   | 撤县设市             | 民行批〔1994〕49号  | 2002年2月1日   | 改设唐山市丰南区                   | 国函〔2002〕7号   |
| 鹿泉市           | 石家庄市                    | 1994年5月18日  | 撤县设市（原获鹿县） | 民行批〔1994〕78号  | 2014年9月9日   | 改设石家庄市鹿泉区                 | 国函〔2014〕122号 |
| 山西省           |                             |                |                      |                     |                |                                    |                   |
| 榆次市           | 晋中地区                    | 1971年6月5日   | 由榆次县析置         |                     | 1999年9月24日  | 改设晋中市榆次区                   | 国函〔1999〕124号 |
| 临汾市           | 临汾地区                    | 1971年6月5日   | 由临汾县析置         |                     | 2000年6月23日  | 改设临汾市尧都区                   | 国函〔2000〕78号  |
| 运城市           | 运城地区                    | 1983年7月28日  | 撤县设市             | （83）国函字148号   | 2000年6月14日  | 改设运城市盐湖区                   | 国函〔2000〕68号  |
| 忻州市           | 忻州地区                    | 1983年7月28日  | 撤县设市（原忻县）   | （83）国函字148号   | 2000年6月14日  | 改设忻州市忻府区                   | 国函〔2000〕70号  |
| 潞城市           | 长治市                      | 1994年4月26日  | 撤县设市             | 民行批〔1994〕61号  | 2018年6月19日  | 改设长治市潞城区                   | 国函〔2018〕87号  |
| 离石市           | 吕梁地区                    | 1996年4月29日  | 撤县设市             | 民行批〔1996〕28号  | 2003年10月23日 | 改设吕梁市离石区                   | 国函〔2003〕112号 |
| 内蒙古自治区     |                             |                |                      |                     |                |                                    |                   |
| 海拉尔市         | 呼伦贝尔盟                  | 1940年5月      | 由呼伦县析置         |                     | 2001年10月10日 | 改设呼伦贝尔市海拉尔区             | 国函〔2001〕130号 |
| 通辽市           | 哲里木盟                    | 1951年7月7日   | 由通辽县析置         |                     | 1999年1月13日  | 改设通辽市科尔沁区                 | 国函〔1999〕5号   |
| 集宁市           | 乌兰察布盟                  | 1956年2月23日  | 由平地泉镇改置       |                     | 2003年12月1日  | 改设乌兰察布市集宁区               | 国函〔2003〕122号 |
| 东胜市           | 伊克昭盟                    | 1983年10月10日 | 撤县设市             | （83）国函字218号   | 2001年2月26日  | 改设鄂尔多斯市东胜区               | 国函〔2001〕17号  |
| 临河市           | 巴彦淖尔盟                  | 1984年12月11日 | 撤县设市             | （84）国函字174号   | 2003年12月1日  | 改设巴彦淖尔市临河区               | 国函〔2003〕121号 |
| 辽宁省           |                             |                |                      |                     |                |                                    |                   |
| 铁岭市           | 铁岭地区                    | 1979年8月30日  | 撤县设市             | 国发〔1979〕217号   | 1984年6月30日  | 改设铁岭市银州区                   | （84）国函字104号 |
| 朝阳市           | 朝阳地区                    | 1979年8月30日  | 由朝阳县析置         | 国发〔1979〕217号   | 1984年6月30日  | 改设朝阳市双塔区、龙城区           | （84）国函字104号 |
| 锦西市           | 锦州市                      | 1985年1月17日  | 撤县设市             | （85）国函字10号    | 1989年6月12日  | 改设锦西市连山区                   | 国函〔1989〕42号  |
| 普兰店市         | 大连市                      | 1991年11月30日 | 撤县设市（原新金县） | 民行批〔1991〕75号  | 2015年10月13日 | 改设大连市普兰店区                 | 国函〔2015〕187号 |
| 吉林省           |                             |                |                      |                     |                |                                    |                   |
| 白城市           | 白城地区                    | 1958年10月23日 | 撤县设市             |                     | 1993年6月14日  | 改设白城市洮北区                   | 国函〔1993〕87号  |
| 扶余市           | 白城地区                    | 1987年10月7日  | 撤县设市             | 国函〔1987〕165号   | 1992年6月6日   | 改设松原市扶余区                   | 国函〔1992〕60号  |
| 九台市           | 长春市                      | 1988年8月30日  | 撤县设市             | 民行批〔1988〕18号  | 2014年10月20日 | 改设长春市九台区                   | 国函〔2014〕142号 |
| 黑龙江省         |                             |                |                      |                     |                |                                    |                   |
| 黑河市           | 黑河地区                    | 1980年11月15日 | 由爱辉县析置         | 国发〔1980〕284号   | 1993年2月8日   | 改设黑河市爱辉区                   | 国函〔1993〕12号  |
| 绥化市           | 绥化地区                    | 1982年12月18日 | 撤县设市             | （82）国函字275号   | 1999年12月28日 | 改设绥化市北林区                   | 国函〔1999〕154号 |
| 镜泊湖市         | 牡丹江市                    | 1986年7月1日   | 由宁安县析置         | 国函〔1986〕85号    | 1987年11月27日 | 并入宁安县                         | 国函〔1987〕183号 |
| 阿城市           | 哈尔滨市                    | 1987年2月24日  | 撤县设市             | 国函〔1987〕39号    | 2006年8月15日  | 改设哈尔滨市阿城区                 | 国函〔2006〕97号  |
| 双城市           | 松花江地区→哈尔滨市         | 1988年9月14日  | 撤县设市             | 民行批〔1988〕30号  | 2014年5月2日   | 改设哈尔滨市双城区                 | 国函〔2014〕55号  |
| 江苏省           |                             |                |                      |                     |                |                                    |                   |
| 泰州市           | 扬州地区→扬州市             | 1949年1月22日  | 由泰县析置           |                     | 1996年7月19日  | 改设泰州市海陵区                   | 国函〔1996〕57号  |
| 宿迁市           | 淮阴市                      | 1987年12月15日 | 撤县设市             | 国函〔1987〕200号   | 1996年7月19日  | 改设宿迁市宿城区、宿豫县           | 国函〔1996〕58号  |
| 淮安市           | 淮阴市                      | 1987年12月22日 | 撤县设市             | 国函〔1987〕206号   | 2000年12月21日 | 改设淮安市楚州区                   | 国函〔2000〕132号 |
| 吴江市           | 苏州市                      | 1992年2月17日  | 撤县设市             | 民行批〔1992〕18号  | 2012年8月17日  | 改设苏州市吴江区                   | 国函〔2012〕102号 |
| 金坛市           | 常州市                      | 1993年11月10日 | 撤县设市             | 民行批〔1993〕212号 | 2015年4月28日  | 改设常州市金坛区                   | 国函〔2015〕75号  |
| 通州市           | 南通市                      | 1993年1月8日   | 撤县设市（原南通县） | 民行批〔1993〕4号   | 2009年3月23日  | 改设南通市通州区                   | 国函〔2009〕34号  |
| 江都市           | 扬州市                      | 1994年4月26日  | 撤县设市             | 民行批〔1994〕62号  | 2011年10月22日 | 改设扬州市江都区                   | 国函〔2011〕132号 |
| 海门市           | 南通市                      | 1994年4月26日  | 撤县设市             | 民行批〔1994〕63号  | 2020年6月5日   | 改设南通市海门区                   | 国函〔2020〕79号  |
| 姜堰市           | 扬州市→泰州市               | 1994年7月27日  | 撤县设市（原泰县）   | 民行批〔1994〕114号 | 2012年12月17日 | 改设泰州市姜堰区                   | 国函〔2012〕208号 |
| 锡山市           | 无锡市                      | 1995年6月8日   | 撤县设市（原无锡县） | 民行批〔1995〕42号  | 2000年12月21日 | 改设无锡市锡山区、惠山区           | 国函〔2000〕133号 |
| 武进市           | 常州市                      | 1995年6月8日   | 撤县设市             | 民行批〔1995〕41号  | 2002年4月3日   | 改设常州市武进区                   | 国函〔2002〕22号  |
| 吴县市           | 苏州市                      | 1995年6月8日   | 撤县设市（原吴县）   | 民行批〔1995〕40号  | 2000年12月31日 | 改设苏州市吴中区、相城区           | 国函〔2000〕136号 |
| 大丰市           | 盐城市                      | 1996年8月1日   | 撤县设市             | 民行批〔1996〕52号  | 2015年7月23日  | 改设盐城市大丰区                   | 国函〔2015〕120号 |
| 浙江省           |                             |                |                      |                     |                |                                    |                   |
| 湖州市           | 嘉兴地区                    | 1979年9月10日  | 由吴兴县析置         | 国发〔1979〕227号   | 1983年7月27日  | 改设湖州市城区、郊区               | （83）国函字145号 |
| 嘉兴市           | 嘉兴地区                    | 1979年9月10日  | 由嘉兴县析置         | 国发〔1979〕227号   | 1983年7月27日  | 改设嘉兴市城区、郊区               | （83）国函字145号 |
| 绍兴市           | 绍兴地区                    | 1979年9月10日  | 由绍兴县析置         | 国发〔1979〕227号   | 1983年7月27日  | 改设绍兴市城区、绍兴县             | （83）国函字145号 |
| 金华市           | 金华地区                    | 1979年9月10日  | 由金华县析置         | 国发〔1979〕227号   | 1985年5月15日  | 改设金华市婺城区、金华县           | （85）国函字68号  |
| 衢州市           | 金华地区                    | 1979年9月10日  | 由衢县析置           | 国发〔1979〕227号   | 1985年5月15日  | 改设衢州市柯城区、衢县             | （85）国函字68号  |
| 椒江市           | 台州地区                    | 1981年7月21日  | 由海门特区改置       | （81）国函字78号    | 1994年8月20日  | 改设台州市椒江区                   | 国函〔1994〕86号  |
| 丽水市           | 丽水地区                    | 1986年3月1日   | 撤县设市             | 国函〔1986〕27号    | 2000年5月20日  | 改设丽水市莲都区                   | 国函〔2000〕46号  |
| 萧山市           | 杭州市                      | 1987年11月27日 | 撤县设市             | 国函〔1987〕186号   | 2001年2月2日   | 改设杭州市萧山区                   | 国函〔2001〕13号  |
| 奉化市           | 宁波市                      | 1988年10月13日 | 撤县设市             | 民行批〔1988〕43号  | 2016年9月14日  | 改设宁波市奉化区                   | 国函〔2016〕158号 |
| 黄岩市           | 台州地区                    | 1989年9月27日  | 撤县设市             | 民行批〔1989〕15号  | 1994年8月20日  | 改设台州市黄岩区、路桥区           | 国函〔1994〕86号  |
| 上虞市           | 绍兴市                      | 1992年8月24日  | 撤县设市             | 民行批〔1992〕94号  | 2013年10月18日 | 改设绍兴市上虞区                   | 国函〔2013〕112号 |
| 富阳市           | 杭州市                      | 1994年1月18日  | 撤县设市             | 民行批〔1994〕6号   | 2014年12月13日 | 改设杭州市富阳区                   | 国函〔2014〕157号 |
| 余杭市           | 杭州市                      | 1994年4月5日   | 撤县设市             | 民行批〔1994〕50号  | 2001年2月2日   | 改设杭州市余杭区                   | 国函〔2001〕13号  |
| 临安市           | 杭州市                      | 1996年10月28日 | 撤县设市             | 民行批〔1996〕79号  | 2017年7月18日  | 改设杭州市临安区                   | 国函〔2017〕102号 |
| 安徽省           |                             |                |                      |                     |                |                                    |                   |
| 屯溪市           | 徽州地区                    | 1975年12月19日 | 由休宁县析置         |                     | 1987年11月27日 | 改设黄山市屯溪区                   | 国函〔1987〕185号 |
| 阜阳市           | 阜阳地区                    | 1975年12月19日 | 由阜阳县析置         |                     | 1996年1月1日   | 改设阜阳市颍州区、颍东区、颍泉区   | 国函〔1996〕1号   |
| 六安市           | 六安地区                    | 1978年9月23日  | 由六安县析置         |                     | 1999年9月2日   | 改设六安市金安区、裕安区           | 国函〔1999〕109号 |
| 宿州市           | 宿县地区                    | 1979年9月10日  | 由宿县析置           | 国发〔1979〕228号   | 1998年12月6日  | 改设宿州市埇桥区                   | 国函〔1998〕102号 |
| 滁州市           | 滁县地区                    | 1982年11月15日 | 撤县设市（原滁县）   | （82）国函字257号   | 1992年12月20日 | 改设滁州市琅琊区、南谯区           | 国函〔1992〕201号 |
| 黄山市           | 安徽省直辖→徽州地区         | 1983年12月1日  | 撤县设市（原太平县） | （83）国函字254号   | 1987年11月27日 | 改设黄山市黄山区                   | 国函〔1987〕185号 |
| 亳州市           | 阜阳地区→阜阳市 →安徽省直辖 | 1986年3月11日  | 撤县设市（原亳县）   | 国函〔1986〕39号    | 2000年5月21日  | 改设亳州市谯城区                   | 国函〔2000〕47号  |
| 宣州市           | 宣城地区                    | 1987年6月10日  | 撤县设市（原宣城县） | 国函〔1987〕102号   | 2000年6月25日  | 改设宣城市宣州区                   | 国函〔2000〕87号  |
| 贵池市           | 池州地区                    | 1988年8月17日  | 撤县设市             | 国函〔1988〕105号   | 2000年6月25日  | 改设池州市贵池区                   | 国函〔2000〕85号  |
| 福建省           |                             |                |                      |                     |                |                                    |                   |
| 南平市           | 南平地区                    | 1956年11月16日 | 由南平县析置         |                     | 1994年9月5日   | 改设南平市延平区                   | 国函〔1994〕94号  |
| 龙岩市           | 龙岩地区                    | 1981年9月21日  | 撤县设市             | （81）国函字125号   | 1996年11月20日 | 改设龙岩市新罗区                   | 国函〔1996〕100号 |
| 宁德市           | 宁德地区                    | 1988年10月4日  | 撤县设市             | 民行批〔1988〕34号  | 1999年11月14日 | 改设宁德市蕉城区                   | 国函〔1999〕136号 |
| 龙海市           | 漳州市                      | 1993年5月12日  | 撤县设市             | 民行批〔1993〕94号  | 2021年1月12日  | 改设漳州市龙海区                   | 国函〔2021〕8号   |
| 长乐市           | 福州市                      | 1994年2月18日  | 撤县设市             | 民行批〔1994〕28号  | 2017年7月18日  | 改设福州市长乐区                   | 国函〔2017〕103号 |
| 建阳市           | 南平地区→南平市             | 1994年3月4日   | 撤县设市             | 民行批〔1994〕40号  | 2014年5月23日  | 改设南平市建阳区                   | 国函〔2014〕153号 |
| 江西省           |                             |                |                      |                     |                |                                    |                   |
| 赣州市           | 赣州地区                    | 1949年8月15日  | 由赣县析置           |                     | 1998年12月24日 | 改设赣州市章贡区                   | 国函〔1998〕114号 |
| 吉安市           | 吉安地区                    | 1950年11月23日 | 由吉安县析置         |                     | 2000年5月11日  | 改设吉安市吉州区、青原区           | 国函〔2000〕40号  |
| 上饶市           | 上饶地区                    | 1950年11月23日 | 由上饶县析置         |                     | 2000年6月23日  | 改设上饶市信州区                   | 国函〔2000〕84号  |
| 抚州市           | 抚州地区                    | 1969年10月10日 | 由临川县析置         |                     | 1995年4月22日  | 与临川县合并为临川市               | 国函 [1987] 147号 |
| 临川市           | 抚州地区                    | 1995年4月22日  | 县市合并             | 国函〔1987〕147号   | 2000年6月23日  | 改设抚州市临川区                   | 国函〔2000〕83号  |
| 宜春市           | 宜春地区                    | 1979年10月8日  | 由宜春县析置         | 国发〔1979〕238号   | 2000年5月22日  | 改设宜春市袁州区                   | 国函〔2000〕50号  |
| 南康市           | 赣州地区→赣州市             | 1995年3月7日   | 撤县设市             | 民行批〔1995〕19号  | 2013年10月18日 | 改设赣州市南康区                   | 国函〔2013〕114号 |
| 山东省           |                             |                |                      |                     |                |                                    |                   |
| 德州市           | 德州地区                    | 1950年12月6日  | 由德县析置           |                     | 1994年12月17日 | 改设德州市德城区                   | 国函〔1994〕132号 |
| 威海市           | 烟台地区→烟台市             | 1951年3月28日  | 撤县设市             |                     | 1987年6月15日  | 改设威海市环翠区                   | 国函〔1987〕105号 |
| 泰安市           | 泰安地区                    | 1982年1月23日  | 撤县设市             | （82）国函字8号     | 1985年3月27日  | 改设泰安市泰山区、郊区             | （85）国函字45号  |
| 滨州市           | 滨州地区                    | 1982年8月2日   | 由滨县析置           | （82）国函字151号   | 2000年6月10日  | 改设滨州市滨城区                   | 国函〔2000〕59号  |
| 莱芜市           | 泰安市                      | 1983年8月30日  | 撤县设市             | （83）国函字175号   | 1992年11月22日 | 改设莱芜市莱城区、钢城区           | 国函〔1992〕182号 |
| 临沂市           | 临沂地区                    | 1983年8月30日  | 撤县设市             | （83）国函字175号   | 1994年12月17日 | 改设临沂市兰山区、罗庄区、河东区   | 国函〔1994〕131号 |
| 聊城市           | 聊城地区                    | 1983年8月30日  | 撤县设市             | （83）国函字175号   | 1997年8月29日  | 改设聊城市东昌府区                 | 国函〔1997〕82号  |
| 菏泽市           | 菏泽地区                    | 1983年8月30日  | 撤县设市             | （83）国函字175号   | 2000年6月23日  | 改设菏泽市牡丹区                   | 国函〔2000〕86号  |
| 日照市           | 临沂地区                    | 1985年3月22日  | 撤县设市             | （85）国函字43号    | 1989年6月12日  | 改设日照市东港区                   | 国函〔1989〕43号  |
| 文登市           | 威海市                      | 1988年10月24日 | 撤县设市             | 民行批〔1988〕45号  | 2014年1月25日  | 改设威海市文登区                   | 国函〔2014〕13号  |
| 即墨市           | 青岛市                      | 1989年7月27日  | 撤县设市             | 民行批〔1989〕5号   | 2017年7月18日  | 改设青岛市即墨区                   | 国函〔2017〕105号 |
| 胶南市           | 青岛市                      | 1990年12月26日 | 撤县设市             | 民行批〔1990〕117号 | 2012年9月30日  | 并入青岛市黄岛区                   | 国函〔2012〕153号 |
| 蓬莱市           | 烟台市                      | 1991年11月30日 | 撤县设市             | 民行批〔1991〕74号  | 2020年6月5日   | 改设烟台市蓬莱区                   | 国函〔2020〕81号  |
| 章丘市           | 济南市                      | 1992年8月1日   | 撤县设市             | 民行批〔1992〕84号  | 2016年9月14日  | 改设济南市章丘区                   | 国函〔2016〕155号 |
| 兖州市           | 济宁市                      | 1992年8月1日   | 撤县设市             | 民行批〔1992〕85号  | 2013年10月18日 | 改设济宁市兖州区                   | 国函〔2013〕115号 |
| 河南省           |                             |                |                      |                     |                |                                    |                   |
| 商丘市           | 商丘地区                    | 1950年5月25日  | 由商丘县析置         |                     | 1997年6月10日  | 改设商丘市梁园区、睢阳区           | 国函〔1997〕46号  |
| 南阳市           | 南阳地区                    | 1953年11月10日 | 由南阳县析置         |                     | 1994年7月1日   | 改设南阳市宛城区、卧龙区           | 国函〔1994〕67号  |
| 信阳市           | 信阳地区                    | 1953年11月16日 | 由信阳县析置         |                     | 1998年6月9日   | 改设信阳市浉河区、平桥区           | 国函〔1998〕44号  |
| 周口市           | 周口地区                    | 1980年9月26日  | 由商水县析置         | 国发〔1980〕247号   | 2000年6月8日   | 改设周口市川汇区                   | 国函〔2000〕61号  |
| 驻马店市         | 驻马店地区                  | 1980年9月26日  | 由确山县析置         | 国发〔1980〕247号   | 2000年6月8日   | 改设驻马店市驿城区                 | 国函〔2000〕62号  |
| 偃师市           | 洛阳市                      | 1993年12月15日 | 撤县设市             | 民行批〔1993〕246号 | 2021年1月12日  | 改设洛阳市偃师区                   | 国函〔2021〕10号  |
| 湖北省           |                             |                |                      |                     |                |                                    |                   |
| 随州市           | 襄樊市→湖北省直辖           | 1979年11月16日 | 由随县析置           | 国发〔1979〕269号   | 2000年6月25日  | 改设随州市曾都区                   | 国函〔2000〕80号  |
| 孝感市           | 孝感地区                    | 1983年8月19日  | 撤县设市             | （83）国函字164号   | 1993年4月10日  | 改设孝感市孝南区、孝昌县           | 国函〔1993〕46号  |
| 咸宁市           | 咸宁地区                    | 1983年8月19日  | 撤县设市             | （83）国函字164号   | 1998年12月6日  | 改设咸宁市咸安区                   | 国函〔1998〕103号 |
| 黄州市           | 黄冈地区                    | 1990年12月26日 | 撤县设市（原黄冈县） | 民行批〔1990〕123号 | 1995年12月23日 | 改设黄冈市黄州区、团风县           | 国函〔1995〕130号 |
| 湖南省           |                             |                |                      |                     |                |                                    |                   |
| 常德市           | 常德地区                    | 1950年10月19日 | 由常德县析置         |                     | 1988年1月23日  | 改设常德市武陵区、鼎城区           | 国函〔1988〕18号  |
| 益阳市           | 益阳地区                    | 1950年10月19日 | 由益阳县析置         |                     | 1994年3月7日   | 改设益阳市资阳区、赫山区           | 国函〔1994〕17号  |
| 郴州市           | 郴州地区                    | 1977年12月30日 | 由郴县析置           |                     | 1994年12月17日 | 改设郴州市北湖区、苏仙区           | 国函〔1994〕136号 |
| 怀化市           | 怀化地区                    | 1979年4月4日   | 由怀化县析置         |                     | 1997年11月29日 | 改设怀化市鹤城区、中方县           | 国函〔1997〕105号 |
| 娄底市           | 娄底地区                    | 1980年7月15日  | 由涟源县析置         | 国发〔1980〕？号    | 1999年1月20日  | 改设娄底市娄星区                   | 国函〔1999〕7号   |
| 永州市           | 零陵地区                    | 1982年1月23日  | 由零陵县析置         | （82）国函字9号     | 1995年11月21日 | 改设永州市芝山区                   | 国函〔1995〕110号 |
| 冷水滩市         | 零陵地区                    | 1984年6月22日  | 由零陵县析置         | （84）国函字101号   | 1995年11月21日 | 改设永州市冷水滩区                 | 国函〔1995〕110号 |
| 大庸市           | 湘西土家族苗族自治州        | 1985年5月24日  | 撤县设市             | （85）国函字77号    | 1988年5月18日  | 改设大庸市永定区、武陵源区         | 国函〔1988〕77号  |
| 广东省           |                             |                |                      |                     |                |                                    |                   |
| 肇庆市           | 肇庆地区                    | 1961年4月10日  | 由高要县析置         |                     | 1988年1月7日   | 改设肇庆市端州区、鼎湖区           | 国函〔1988〕6号   |
| 惠州市           | 惠阳地区                    | 1964年11月12日 | 由惠阳县析置         |                     | 1988年1月7日   | 改设惠州市惠城区                   | 国函〔1988〕6号   |
| 梅州市           | 梅县地区                    | 1978年12月30日 | 由梅县析置           |                     | 1983年12月22日 | 合并为县级梅县市                   | （83）国函字269号 |
| 潮州市           | 汕头地区→汕头市 →广东省直辖 | 1979年8月1日   | 由潮安县析置         | 国发〔1979〕192号   | 1991年12月7日  | 改设潮州市湘桥区、潮安县           | 国函〔1991〕84号  |
| 梅县市           | 梅县地区                    | 1983年12月22日 | 由梅州市与梅县合并   | （83）国函字269号   | 1988年1月7日   | 改设梅州市梅江区、梅县             | 国函〔1988〕6号   |
| 中山市           | 佛山市                      | 1983年12月22日 | 撤县设市             | （83）国函字269号   | 1988年1月7日   | 升为地级市                         | 国函〔1988〕6号   |
| 东莞市           | 惠阳地区                    | 1985年9月5日   | 撤县设市             | （85）国函字137号   | 1988年1月7日   | 升为地级市                         | 国函〔1988〕6号   |
| 顺德市           | 佛山市                      | 1992年3月26日  | 撤县设市             | 民行批〔1992〕32号  | 2002年12月8日  | 改设佛山市顺德区                   | 国函〔2002〕109号 |
| 番禺市           | 广州市                      | 1992年5月20日  | 撤县设市             | 民行批〔1992〕49号  | 2000年5月21日  | 改设广州市番禺区                   | 国函〔2000〕44号  |
| 南海市           | 佛山市                      | 1992年9月2日   | 撤县设市             | 民行批〔1992〕98号  | 2002年12月8日  | 改设佛山市南海区                   | 国函〔2002〕109号 |
| 云浮市           | 肇庆市                      | 1992年9月3日   | 撤县设市             | 民行批〔1992〕99号  | 1994年4月5日   | 改设云浮市云城区                   | 国函〔1994〕24号  |
| 新会市           | 江门市                      | 1992年10月8日  | 撤县设市             | 民行批〔1992〕112号 | 2002年6月22日  | 改设江门市新会区                   | 国函〔2002〕56号  |
| 三水市           | 佛山市                      | 1993年3月29日  | 撤县设市             | 民行批〔1993〕68号  | 2002年12月8日  | 改设佛山市三水区                   | 国函〔2002〕109号 |
| 潮阳市           | 汕头市                      | 1993年4月9日   | 撤县设市             | 民行批〔1993〕78号  | 2003年1月29日  | 改设汕头市潮阳区、潮南区           | 国函〔2003〕11号  |
| 花都市           | 广州市                      | 1993年6月18日  | 撤县设市（原花县）   | 民行批〔1993〕129号 | 2000年5月21日  | 改设广州市花都区                   | 国函〔2000〕44号  |
| 高要市           | 肇庆市                      | 1993年9月28日  | 撤县设市             | 民行批〔1993〕190号 | 2015年4月28日  | 改设肇庆市高要区                   | 国函〔2015〕76号  |
| 增城市           | 广州市                      | 1993年12月8日  | 撤县设市             | 民行批〔1993〕239号 | 2014年1月25日  | 改设广州市增城区                   | 国函〔2014〕11号  |
| 从化市           | 广州市                      | 1994年3月26日  | 撤县设市             | 民行批〔1994〕48号  | 2014年1月25日  | 改设广州市从化区                   | 国函〔2014〕11号  |
| 澄海市           | 汕头市                      | 1994年4月18日  | 撤县设市             | 民行批〔1994〕56号  | 2003年1月29日  | 改设汕头市澄海区                   | 国函〔2003〕11号  |
| 高明市           | 佛山市                      | 1994年4月18日  | 撤县设市             | 民行批〔1994〕57号  | 2002年12月8日  | 改设佛山市高明区                   | 国函〔2002〕109号 |
| 惠阳市           | 惠州市                      | 1994年5月6日   | 撤县设市             | 民行批〔1994〕68号  | 2003年3月6日   | 改设惠州市惠阳区                   | 国函〔2003〕36号  |
| 广西壮族自治区   |                             |                |                      |                     |                |                                    |                   |
| 钦州市           | 钦州地区                    | 1983年10月8日  | 撤县设市             | （83）国函字215号   | 1994年6月28日  | 改设钦州市钦南区、钦北区           | 国函〔1994〕62号  |
| 玉林市           | 玉林地区                    | 1983年10月8日  | 撤县设市             | （83）国函字215号   | 1997年4月22日  | 改设玉林市玉州区、兴业县           | 国函〔1997〕26号  |
| 百色市           | 百色地区                    | 1983年10月8日  | 撤县设市             | （83）国函字215号   | 2002年6月2日   | 改设百色市右江区                   | 国函〔2002〕47号  |
| 河池市           | 河池地区                    | 1983年10月8日  | 撤县设市             | （83）国函字215号   | 2002年6月18日  | 改设河池市金城江区                 | 国函〔2002〕52号  |
| 贵港市           | 玉林地区                    | 1988年12月27日 | 撤县设市（原贵县）   | 民行批〔1988〕52号  | 1995年10月27日 | 改设贵港市港北区、港南区           | 国函〔1995〕96号  |
| 宜州市           | 河池地区→河池市             | 1993年9月9日   | 撤县设市（原宜山县） | 民行批〔1993〕182号 | 2016年11月24日 | 改设河池市宜州区                   | 国函〔2016〕190号 |
| 贺州市           | 贺州地区                    | 1997年2月27日  | 撤县设市（原贺县）   | 国函〔1997〕12号    | 2002年6月18日  | 改设贺州市八步区                   | 国函〔2002〕51号  |
| 海南省           |                             |                |                      |                     |                |                                    |                   |
| 海口市           | 海南行政区                  | 1950年6月1日   | 由琼山县析置         |                     | 1986年5月31日  | 升为地级市                         | 国函〔1986〕72号  |
| 三亚市           | 海南黎族苗族自治州          | 1984年5月19日  | 撤县设市（原崖县）   | （84）国函字82号    | 1987年11月20日 | 升为地级市                         | 国函〔1987〕181号 |
| 儋州市           | 海南省直辖                  | 1993年3月3日   | 撤县设市（原儋县）   | 民行批〔1993〕45号  | 2015年2月19日  | 升为地级市                         | 国函〔2015〕41号  |
| 琼山市           | 海南省直辖                  | 1994年1月24日  | 撤县设市             | 民行批〔1994〕26号  | 2002年10月6日  | 改设海口市琼山区                   | 国函〔2002〕92号  |
| 重庆市           |                             |                |                      |                     |                |                                    |                   |
| 永川市           | 重庆市                      | 1992年3月9日   | 撤县设市             | 民行批〔1992〕25号  | 2006年10月22日 | 改设重庆市永川区                   | 国函〔2006〕110号 |
| 江津市           | 重庆市                      | 1992年8月4日   | 撤县设市             | 民行批〔1992〕88号  | 2006年10月22日 | 改设重庆市江津区                   | 国函〔2006〕110号 |
| 合川市           | 重庆市                      | 1992年8月4日   | 撤县设市             | 民行批〔1992〕89号  | 2006年10月22日 | 改设重庆市合川区                   | 国函〔2006〕110号 |
| 南川市           | 涪陵市→重庆市               | 1994年4月5日   | 撤县设市             | 民行批〔1994〕54号  | 2006年10月22日 | 改设重庆市南川区                   | 国函〔2006〕110号 |
| 四川省           |                             |                |                      |                     |                |                                    |                   |
| 南充市           | 南充地区                    | 1950年3月15日  | 由南充县析置         |                     | 1993年7月2日   | 改设南充市顺庆区、高坪区、嘉陵区   | 国函〔1993〕96号  |
| 万县市           | 万县地区                    | 1950年5月24日  | 由万县析置           |                     | 1992年12月11日 | 改设万县市龙宝区、天城区、五桥区   | 国函〔1992〕194号 |
| 宜宾市           | 宜宾地区                    | 1951年4月13日  | 由宜宾县析置         |                     | 1996年10月5日  | 改设宜宾市翠屏区                   | 国函〔1996〕80号  |
| 内江市           | 内江地区                    | 1951年7月17日  | 由内江县析置         |                     | 1985年2月11日  | 改设内江市市中区                   | （85）国函字23号  |
| 绵阳市           | 绵阳地区                    | 1976年2月4日   | 由绵阳县析置         | 国发〔1976〕17号    | 1985年2月8日   | 改设绵阳市市中区                   | （85）国函字20号  |
| 达川市           | 达县地区→达川地区           | 1976年2月4日   | 由达县析置           | 国发〔1976〕17号    | 1999年6月20日  | 改设达川市通川区                   | 国函〔1999〕51号  |
| 乐山市           | 乐山地区                    | 1979年11月16日 | 撤县设市             | 国发〔1979〕268号   | 1985年2月11日  | 改设乐山市市中区、五通桥区、沙湾区 | （85）国函字25号  |
| 涪陵市           | 涪陵地区                    | 1983年9月9日   | 撤县设市             | （83）国函字188号   | 1995年11月5日  | 改设涪陵市枳城区、李渡区           | 国函〔1995〕106号 |
| 雅安市           | 雅安地区                    | 1983年9月9日   | 撤县设市             | （83）国函字188号   | 2000年6月14日  | 改设雅安市雨城区                   | 国函〔2000〕66号  |
| 资阳市           | 内江市→资阳地区             | 1993年1月16日  | 撤县设市             | 民行批〔1993〕5号   | 2000年6月14日  | 改设资阳市雁江区                   | 国函〔2000〕71号  |
| 巴中市           | 达县地区→巴中地区           | 1993年7月2日   | 撤县设市             | 民行批〔1993〕136号 | 2000年6月14日  | 改设巴中市巴州区                   | 国函〔2000〕69号  |
| 贵州省           |                             |                |                      |                     |                |                                    |                   |
| 遵义市           | 遵义地区                    | 1952年7月19日  | 由遵义县析置         |                     | 1997年6月10日  | 改设遵义市红花岗区                 | 国函〔1997〕45号  |
| 安顺市           | 安顺地区                    | 1966年2月22日  | 由安顺县析置         | 〔66〕中发119号     | 2000年6月23日  | 改设安顺市西秀区                   | 国函〔2000〕79号  |
| 铜仁市           | 铜仁地区                    | 1987年8月21日  | 撤县设市             | 国函〔1987〕146号   | 2011年10月22日 | 改设铜仁市碧江区                   | 国函〔2011〕131号 |
| 毕节市           | 毕节地区                    | 1993年12月10日 | 撤县设市             | 民行批〔1993〕242号 | 2011年10月22日 | 改设毕节市七星关区                 | 国函〔2011〕130号 |
| 云南省           |                             |                |                      |                     |                |                                    |                   |
| 昭通市           | 昭通地区                    | 1981年11月18日 | 由昭通县析置         | （81）国函字？号    | 2001年1月13日  | 改设昭通市昭阳区                   | 国函〔2001〕6号   |
| 曲靖市           | 曲靖地区                    | 1983年9月9日   | 由曲靖县、沾益县合并 | （83）国函字189号   | 1997年5月6日   | 改设曲靖市麒麟区、沾益县           | 国函〔1997〕32号  |
| 玉溪市           | 玉溪地区                    | 1983年9月9日   | 撤县设市             | （83）国函字189号   | 1997年12月13日 | 改设玉溪市红塔区                   | 国函〔1997〕108号 |
| 保山市           | 保山地区                    | 1983年9月9日   | 撤县设市             | （83）国函字189号   | 2000年12月30日 | 改设保山市隆阳区                   | 国函〔2000〕137号 |
| 畹町市           | 德宏傣族景颇族自治州        | 1985年1月31日  | 由畹町镇改置         | （85）国函字16号    | 1999年1月2日   | 并入瑞丽市                         | 国函〔1999〕1号   |
| 思茅市           | 思茅地区                    | 1993年3月25日  | 撤县设市             | 民行批〔1993〕61号  | 2003年10月30日 | 改设思茅市翠云区                   | 国函〔2003〕113号 |
| 西藏自治区       |                             |                |                      |                     |                |                                    |                   |
| 日喀则市         | 日喀则地区                  | 1986年12月12日 | 撤县设市             | 国函〔1986〕184号   | 2014年6月26日  | 改设日喀则市桑珠孜区               | 国函〔2014〕79号  |
| 陕西省           |                             |                |                      |                     |                |                                    |                   |
| 延安市           | 延安地区                    | 1972年2月7日   | 由延安县析置         | 国发〔1972〕10号    | 1996年11月5日  | 改设延安市宝塔区                   | 国函〔1996〕94号  |
| 汉中市           | 汉中地区                    | 1980年7月18日  | 撤县设市             | 国发〔1980〕187号   | 1996年2月21日  | 改设汉中市汉台区                   | 国函〔1996〕11号  |
| 渭南市           | 渭南地区                    | 1983年9月9日   | 撤县设市             | （83）国函字187号   | 1994年12月17日 | 改设渭南市临渭区                   | 国函〔1994〕135号 |
| 榆林市           | 榆林地区                    | 1988年5月24日  | 撤县设市             | 民行批〔1988〕3号   | 1999年12月5日  | 改设榆林市榆阳区                   | 国函〔1999〕141号 |
| 安康市           | 安康地区                    | 1988年5月24日  | 撤县设市             | 民行批〔1988〕3号   | 2000年6月23日  | 改设安康市汉滨区                   | 国函〔2000〕81号  |
| 商州市           | 商洛地区                    | 1988年5月24日  | 撤县设市（原商县）   | 民行批〔1988〕3号   | 2001年8月31日  | 改设商洛市商州区                   | 国函〔2001〕94号  |
| 甘肃省           |                             |                |                      |                     |                |                                    |                   |
| 天水市           | 天水地区                    | 1950年2月      | 由天水县析置         |                     | 1985年7月8日   | 改设天水市秦城区                   | （85）国函字108号 |
| 平凉市           | 平凉地区                    | 1983年7月29日  | 撤县设市             | （83）国函字150号   | 2002年6月2日   | 改设平凉市崆峒区                   | 国函〔2002〕46号  |
| 武威市           | 武威地区                    | 1985年4月15日  | 撤县设市             | （85）国函字53号    | 2001年5月9日   | 改设武威市凉州区                   | 国函〔2001〕47号  |
| 张掖市           | 张掖地区                    | 1985年5月14日  | 撤县设市             | （85）国函字66号    | 2002年3月1日   | 改设张掖市甘州区                   | 国函〔2002〕16号  |
| 酒泉市           | 酒泉地区                    | 1985年5月14日  | 撤县设市             | （85）国函字66号    | 2002年6月18日  | 改设酒泉市肃州区                   | 国函〔2002〕53号  |
| 西峰市           | 庆阳地区                    | 1985年5月14日  | 由庆阳县析置         | （85）国函字66号    | 2002年6月22日  | 改设庆阳市西峰区                   | 国函〔2002〕55号  |
| 宁夏回族自治区   |                             |                |                      |                     |                |                                    |                   |
| 吴忠市           | 银南地区                    | 1983年11月10日 | 撤县设市             | （83）国函字240号   | 1998年5月11日  | 改设吴忠市利通区                   | 国函〔1998〕33号  |
| 新疆维吾尔自治区 |                             |                |                      |                     |                |                                    |                   |
| 哈密市           | 哈密地区                    | 1977年1月6日   | 由哈密县析置         | 国发〔1977〕1号     | 2016年1月7日   | 改设哈密市伊州区                   | 国函〔2016〕9号   |
| 吐鲁番市         | 吐鲁番地区                  | 1984年12月26日 | 撤县设市             | （84）国函字187号   | 2015年3月16日  | 改设吐鲁番市高昌区                 | 国函〔2015〕52号  |
| 米泉市           | 昌吉回族自治州              | 1996年12月30日 | 撤县设市             | 民行批〔1996〕89号  | 2007年6月30日  | 并入乌鲁木齐市米东区               | 国函〔2007〕65号  |